# Lista över fornlämningar i Örebro kommun
Lista över fornlämningar i Örebro kommun är en förteckning av ett urval av de fornlämningar som finns i Örebro kommun.

## Asker
| Namn                     | Lämningstyp                 | Tillkomsttid | Historisk indelning | Plats | Läge                 | ID-nr          | Bild                                 |
| ------------------------ | --------------------------- | ------------ | ------------------- | ----- | -------------------- | -------------- | ------------------------------------ |
| Asker 1:1                | Stensättning                |              | Asker, Närke        |       | 59.139018, 15.558383 | 10221400010001 | Ladda upp en bild av detta fornminne |
| Asker 1:2                | Stensättning                |              | Asker, Närke        |       | 59.138830, 15.558423 | 10221400010002 | Ladda upp en bild av detta fornminne |
| Asker 3:1                | Stensättning                |              | Asker, Närke        |       | 59.034834, 15.596985 | 10221400030001 | Ladda upp en bild av detta fornminne |
| Mörby skans (Asker 4:1)  | Fornborg                    |              | Asker, Närke        |       | 59.120307, 15.518327 | 10221400040001 | Ladda upp en bild av detta fornminne |
| Asker 5:1                | Stensättning                |              | Asker, Närke        |       | 59.138362, 15.529727 | 10221400050001 | Ladda upp en bild av detta fornminne |
| Asker 6:1                | Stensättning                |              | Asker, Närke        |       | 59.137988, 15.530349 | 10221400060001 | Ladda upp en bild av detta fornminne |
| Asker 7:1                | Grav markerad av sten/block |              | Asker, Närke        |       | 59.134426, 15.460870 | 10221400070001 | Ladda upp en bild av detta fornminne |
| Asker 7:2                | Hög                         |              | Asker, Närke        |       | 59.134445, 15.460559 | 10221400070002 | Ladda upp en bild av detta fornminne |
| Asker 8:1                | Stensättning                |              | Asker, Närke        |       | 59.136086, 15.489974 | 10221400080001 | Ladda upp en bild av detta fornminne |
| Asker 8:2                | Stensättning                |              | Asker, Närke        |       | 59.136038, 15.489727 | 10221400080002 | Ladda upp en bild av detta fornminne |
| Asker 8:3                | Stensättning                |              | Asker, Närke        |       | 59.135980, 15.489966 | 10221400080003 | Ladda upp en bild av detta fornminne |
| Asker 9:1                | Stensättning                |              | Asker, Närke        |       | 59.154335, 15.468494 | 10221400090001 | Ladda upp en bild av detta fornminne |
| Asker 9:2                | Stensättning                |              | Asker, Närke        |       | 59.154255, 15.468960 | 10221400090002 | Ladda upp en bild av detta fornminne |
| Asker 16:1               | Stensättning                |              | Asker, Närke        |       | 59.021809, 15.607779 | 10221400160001 | Ladda upp en bild av detta fornminne |
| Asker 16:2               | Stensättning                |              | Asker, Närke        |       | 59.021898, 15.607712 | 10221400160002 | Ladda upp en bild av detta fornminne |
| Asker 16:3               | Stensättning                |              | Asker, Närke        |       | 59.022016, 15.607641 | 10221400160003 | Ladda upp en bild av detta fornminne |
| Asker 20:1               | Röse                        |              | Asker, Närke        |       | 58.995449, 15.597310 | 10221400200001 | Ladda upp en bild av detta fornminne |
| Asker 22:1               | Stensättning                |              | Asker, Närke        |       | 59.056837, 15.582901 | 10221400220001 | Ladda upp en bild av detta fornminne |
| Asker 29:1               | Gravfält                    |              | Asker, Närke        |       | 59.162780, 15.526071 | 10221400290001 | Ladda upp en bild av detta fornminne |
| Asker 30:1               | Stenkrets                   |              | Asker, Närke        |       | 59.149300, 15.394813 | 10221400300001 | Ladda upp en bild av detta fornminne |
| Asker 32:1               | Gravfält                    |              | Asker, Närke        |       | 59.141872, 15.443936 | 10221400320001 | Ladda upp en bild av detta fornminne |
| Asker 33:1               | Stensättning                |              | Asker, Närke        |       | 59.146397, 15.406956 | 10221400330001 | Ladda upp en bild av detta fornminne |
| Asker 34:1               | Stensättning                |              | Asker, Närke        |       | 58.996970, 15.616894 | 10221400340001 | Ladda upp en bild av detta fornminne |
| Asker 46:1               | Stensättning                |              | Asker, Närke        |       | 59.161837, 15.525148 | 10221400460001 | Ladda upp en bild av detta fornminne |
| Asker 46:2               | Stensättning                |              | Asker, Närke        |       | 59.162208, 15.525234 | 10221400460002 | Ladda upp en bild av detta fornminne |
| Asker 49:1               | Gravfält                    |              | Asker, Närke        |       | 59.141394, 15.411958 | 10221400490001 | Ladda upp en bild av detta fornminne |
| Asker 50:1               | Stensättning                |              | Asker, Närke        |       | 59.140671, 15.412049 | 10221400500001 | Ladda upp en bild av detta fornminne |
| Asker 52:1               | Stensättning                |              | Asker, Närke        |       | 59.155681, 15.466051 | 10221400520001 | Ladda upp en bild av detta fornminne |
| Asker 58:1               | Röse                        |              | Asker, Närke        |       | 59.124470, 15.569157 | 10221400580001 | Ladda upp en bild av detta fornminne |
| Asker 58:2               | Röse                        |              | Asker, Närke        |       | 59.124613, 15.569138 | 10221400580002 | Ladda upp en bild av detta fornminne |
| Asker 58:3               | Stensättning                |              | Asker, Närke        |       | 59.124415, 15.569388 | 10221400580003 | Ladda upp en bild av detta fornminne |
| Asker 58:4               | Stensättning                |              | Asker, Närke        |       | 59.124358, 15.569591 | 10221400580004 | Ladda upp en bild av detta fornminne |
| Hammarlunds (Asker 60:1) | Lägenhetsbebyggelse         |              | Asker, Närke        |       | 59.088694, 15.571544 | 10221400600001 | Ladda upp en bild av detta fornminne |
| Asker 95:1               | Röse                        |              | Asker, Närke        |       | 59.140100, 15.530597 | 10221400950001 | Ladda upp en bild av detta fornminne |
| Asker 95:2               | Hög                         |              | Asker, Närke        |       | 59.139988, 15.530680 | 10221400950002 | Ladda upp en bild av detta fornminne |
| Asker 98:1               | Röse                        |              | Asker, Närke        |       | 59.137462, 15.467271 | 10221400980001 | Ladda upp en bild av detta fornminne |
| Asker 98:2               | Stensättning                |              | Asker, Närke        |       | 59.137608, 15.466888 | 10221400980002 | Ladda upp en bild av detta fornminne |
| Asker 98:3               | Röse                        |              | Asker, Närke        |       | 59.137751, 15.466832 | 10221400980003 | Ladda upp en bild av detta fornminne |
| Asker 98:4               | Stensättning                |              | Asker, Närke        |       | 59.137690, 15.466544 | 10221400980004 | Ladda upp en bild av detta fornminne |
| Asker 158                | Hällristning                |              | Asker, Närke        |       | 59.154963, 15.372662 | 12000000014369 | Ladda upp en bild av detta fornminne |

## Axberg
| Namn         | Lämningstyp  | Tillkomsttid | Historisk indelning | Plats | Läge                 | ID-nr          | Bild                                 |
| ------------ | ------------ | ------------ | ------------------- | ----- | -------------------- | -------------- | ------------------------------------ |
| Axberg 5:1   | Gravfält     |              | Axberg, Närke       |       | 59.358023, 15.230013 | 10221600050001 | Ladda upp en bild av detta fornminne |
| Axberg 22:1  | Gravfält     |              | Axberg, Närke       |       | 59.422479, 15.230779 | 10221600220001 | Ladda upp en bild av detta fornminne |
| Axberg 24:1  | Stensättning |              | Axberg, Närke       |       | 59.423393, 15.266806 | 10221600240001 | Ladda upp en bild av detta fornminne |
| Axberg 24:2  | Stensättning |              | Axberg, Närke       |       | 59.423223, 15.266955 | 10221600240002 | Ladda upp en bild av detta fornminne |
| Axberg 25:1  | Stensättning |              | Axberg, Närke       |       | 59.422778, 15.266562 | 10221600250001 | Ladda upp en bild av detta fornminne |
| Axberg 26:1  | Stensättning |              | Axberg, Närke       |       | 59.412943, 15.248944 | 10221600260001 | Ladda upp en bild av detta fornminne |
| Axberg 26:2  | Stensättning |              | Axberg, Närke       |       | 59.412873, 15.249103 | 10221600260002 | Ladda upp en bild av detta fornminne |
| Axberg 28:1  | Stensättning |              | Axberg, Närke       |       | 59.411388, 15.249181 | 10221600280001 | Ladda upp en bild av detta fornminne |
| Axberg 43:1  | Stensättning |              | Axberg, Närke       |       | 59.422162, 15.264757 | 10221600430001 | Ladda upp en bild av detta fornminne |
| Axberg 43:2  | Stensättning |              | Axberg, Närke       |       | 59.422244, 15.264644 | 10221600430002 | Ladda upp en bild av detta fornminne |
| Axberg 44:1  | Stensättning |              | Axberg, Närke       |       | 59.424888, 15.275506 | 10221600440001 | Ladda upp en bild av detta fornminne |
| Axberg 44:2  | Stensättning |              | Axberg, Närke       |       | 59.424748, 15.275507 | 10221600440002 | Ladda upp en bild av detta fornminne |
| Axberg 91:1  | Stensättning |              | Axberg, Närke       |       | 59.422611, 15.228087 | 10221600910001 | Ladda upp en bild av detta fornminne |
| Axberg 116:1 | Stensättning |              | Axberg, Närke       |       | 59.363811, 15.179471 | 10221601160001 | Ladda upp en bild av detta fornminne |
| Axberg 116:2 | Stensättning |              | Axberg, Närke       |       | 59.363675, 15.179379 | 10221601160002 | Ladda upp en bild av detta fornminne |
| Axberg 117:1 | Stensättning |              | Axberg, Närke       |       | 59.363936, 15.179853 | 10221601170001 | Ladda upp en bild av detta fornminne |
| Axberg 118:1 | Stensättning |              | Axberg, Närke       |       | 59.371716, 15.181459 | 10221601180001 | Ladda upp en bild av detta fornminne |
| Axberg 142:1 | Stensättning |              | Axberg, Närke       |       | 59.382202, 15.251434 | 10221601420001 | Ladda upp en bild av detta fornminne |

## Ervalla
| Namn          | Lämningstyp  | Tillkomsttid | Historisk indelning  | Plats | Läge                 | ID-nr          | Bild                                 |
| ------------- | ------------ | ------------ | -------------------- | ----- | -------------------- | -------------- | ------------------------------------ |
| Ervalla 30:1  | Stensättning |              | Ervalla, Västmanland |       | 59.431162, 15.272685 | 10222100300001 | Ladda upp en bild av detta fornminne |
| Ervalla 73:1  | Stensättning |              | Ervalla, Västmanland |       | 59.452977, 15.231956 | 10222100730001 | Ladda upp en bild av detta fornminne |
| Ervalla 90:1  | Stensättning |              | Ervalla, Västmanland |       | 59.466034, 15.219239 | 10222100900001 | Ladda upp en bild av detta fornminne |
| Ervalla 140:1 | Stensättning |              | Ervalla, Västmanland |       | 59.467831, 15.212073 | 10222101400001 | Ladda upp en bild av detta fornminne |
| Ervalla 140:2 | Stensättning |              | Ervalla, Västmanland |       | 59.467829, 15.211797 | 10222101400002 | Ladda upp en bild av detta fornminne |

## Glanshammar
| Namn                                              | Lämningstyp                 | Tillkomsttid | Historisk indelning | Plats | Läge                 | ID-nr          | Bild                                      |
| ------------------------------------------------- | --------------------------- | ------------ | ------------------- | ----- | -------------------- | -------------- | ----------------------------------------- |
| Glanshammar 1:1                                   | Stensättning                |              | Glanshammar, Närke  |       | 59.289863, 15.414902 | 10222500010001 | Ladda upp en bild av detta fornminne      |
| Gubbskogen (Glanshammar 2:1)                      | Gravfält                    |              | Glanshammar, Närke  |       | 59.291348, 15.415628 | 10222500020001 | Ladda upp en bild av detta fornminne      |
| Skävesunds gravfält (mellersta) (Glanshammar 3:1) | Gravfält                    |              | Glanshammar, Närke  |       | 59.294995, 15.416059 | 10222500030001 | Ladda upp en till bild av detta fornminne |
| Skävesunds gravfält (norra) (Glanshammar 4:1)     | Gravfält                    |              | Glanshammar, Närke  |       | 59.302578, 15.415181 | 10222500040001 | Ladda upp en bild av detta fornminne      |
| Glanshammar 5:1                                   | Gravfält                    |              | Glanshammar, Närke  |       | 59.327281, 15.463043 | 10222500050001 | Ladda upp en bild av detta fornminne      |
| Glanshammar 6:1                                   | Stensättning                |              | Glanshammar, Närke  |       | 59.335546, 15.438384 | 10222500060001 | Ladda upp en bild av detta fornminne      |
| Glanshammar 8:1                                   | Stensättning                |              | Glanshammar, Närke  |       | 59.294534, 15.447003 | 10222500080001 | Ladda upp en bild av detta fornminne      |
| Glanshammar 8:2                                   | Stensättning                |              | Glanshammar, Närke  |       | 59.294505, 15.447200 | 10222500080002 | Ladda upp en bild av detta fornminne      |
| Glanshammar 10:1                                  | Hög                         |              | Glanshammar, Närke  |       | 59.301876, 15.416320 | 10222500100001 | Ladda upp en bild av detta fornminne      |
| Glanshammar 10:2                                  | Stensättning                |              | Glanshammar, Närke  |       | 59.301808, 15.416440 | 10222500100002 | Ladda upp en bild av detta fornminne      |
| Glanshammar 11:1                                  | Hög                         |              | Glanshammar, Närke  |       | 59.306058, 15.415904 | 10222500110001 | Ladda upp en bild av detta fornminne      |
| Glanshammar 11:2                                  | Stensättning                |              | Glanshammar, Närke  |       | 59.306134, 15.415939 | 10222500110002 | Ladda upp en bild av detta fornminne      |
| Glanshammar 12:1                                  | Hög                         |              | Glanshammar, Närke  |       | 59.308156, 15.427227 | 10222500120001 | Ladda upp en bild av detta fornminne      |
| Glanshammar 13:1                                  | Gravfält                    |              | Glanshammar, Närke  |       | 59.307446, 15.427681 | 10222500130001 | Ladda upp en bild av detta fornminne      |
| Glanshammar 14:1                                  | Stensättning                |              | Glanshammar, Närke  |       | 59.294844, 15.419859 | 10222500140001 | Ladda upp en bild av detta fornminne      |
| Glanshammar 15:1                                  | Gravfält                    |              | Glanshammar, Närke  |       | 59.305788, 15.444497 | 10222500150001 | Ladda upp en bild av detta fornminne      |
| Glanshammar 16:1                                  | Stensättning                |              | Glanshammar, Närke  |       | 59.314137, 15.456949 | 10222500160001 | Ladda upp en bild av detta fornminne      |
| Glanshammar 16:2                                  | Stensättning                |              | Glanshammar, Närke  |       | 59.314240, 15.457025 | 10222500160002 | Ladda upp en bild av detta fornminne      |
| Glanshammar 17:1                                  | Stensättning                |              | Glanshammar, Närke  |       | 59.305748, 15.446581 | 10222500170001 | Ladda upp en bild av detta fornminne      |
| Glanshammar 18:1                                  | Röse                        |              | Glanshammar, Närke  |       | 59.313338, 15.423453 | 10222500180001 | Ladda upp en bild av detta fornminne      |
| Glanshammar 19:1                                  | Hög                         |              | Glanshammar, Närke  |       | 59.313271, 15.412704 | 10222500190001 | Ladda upp en bild av detta fornminne      |
| Glanshammar 19:2                                  | Stensättning                |              | Glanshammar, Närke  |       | 59.313347, 15.412685 | 10222500190002 | Ladda upp en bild av detta fornminne      |
| Glanshammar 19:3                                  | Stensättning                |              | Glanshammar, Närke  |       | 59.313431, 15.412684 | 10222500190003 | Ladda upp en bild av detta fornminne      |
| Glanshammar 20:1                                  | Hög                         |              | Glanshammar, Närke  |       | 59.311709, 15.412764 | 10222500200001 | Ladda upp en bild av detta fornminne      |
| Glanshammar 20:2                                  | Hög                         |              | Glanshammar, Närke  |       | 59.311624, 15.412765 | 10222500200002 | Ladda upp en bild av detta fornminne      |
| Glanshammar 21:1                                  | Gravfält                    |              | Glanshammar, Närke  |       | 59.341896, 15.439931 | 10222500210001 | Ladda upp en bild av detta fornminne      |
| Glanshammar 22:1                                  | Gravfält                    |              | Glanshammar, Närke  |       | 59.328008, 15.421805 | 10222500220001 | Ladda upp en bild av detta fornminne      |
| Glanshammar 23:1                                  | Gravfält                    |              | Glanshammar, Närke  |       | 59.333221, 15.410204 | 10222500230001 | Ladda upp en bild av detta fornminne      |
| Glanshammar 25:1                                  | Gravfält                    |              | Glanshammar, Närke  |       | 59.338761, 15.417076 | 10222500250001 | Ladda upp en bild av detta fornminne      |
| Glanshammar 27:1                                  | Gravfält                    |              | Glanshammar, Närke  |       | 59.323011, 15.403048 | 10222500270001 | Ladda upp en bild av detta fornminne      |
| Glanshammar 28:1                                  | Gravfält                    |              | Glanshammar, Närke  |       | 59.303689, 15.393540 | 10222500280001 | Ladda upp en bild av detta fornminne      |
| Glanshammar 30:1                                  | Stensättning                |              | Glanshammar, Närke  |       | 59.307156, 15.399226 | 10222500300001 | Ladda upp en bild av detta fornminne      |
| Glanshammar 30:2                                  | Stensättning                |              | Glanshammar, Närke  |       | 59.306973, 15.399386 | 10222500300002 | Ladda upp en bild av detta fornminne      |
| Glanshammar 30:3                                  | Grav markerad av sten/block |              | Glanshammar, Närke  |       | 59.307035, 15.399244 | 10222500300003 | Ladda upp en bild av detta fornminne      |
| Glanshammar 32:1                                  | Hög                         |              | Glanshammar, Närke  |       | 59.313892, 15.375688 | 10222500320001 | Ladda upp en bild av detta fornminne      |
| Glanshammar 33:1                                  | Grav- och boplatsområde     |              | Glanshammar, Närke  |       | 59.306729, 15.376528 | 10222500330001 | Ladda upp en bild av detta fornminne      |
| Glanshammar 34:1                                  | Gravfält                    |              | Glanshammar, Närke  |       | 59.312268, 15.383361 | 10222500340001 | Ladda upp en bild av detta fornminne      |
| Glanshammar 35:1                                  | Gravfält                    |              | Glanshammar, Närke  |       | 59.313790, 15.398975 | 10222500350001 | Ladda upp en bild av detta fornminne      |
| Glanshammar 36:1                                  | Stenkrets                   |              | Glanshammar, Närke  |       | 59.318868, 15.391452 | 10222500360001 | Ladda upp en bild av detta fornminne      |
| Glanshammars gravfält (Glanshammar 37:1)          | Gravfält                    |              | Glanshammar, Närke  |       | 59.320515, 15.404345 | 10222500370001 | Ladda upp en till bild av detta fornminne |
| Glanshammar 39:1                                  | Hög                         |              | Glanshammar, Närke  |       | 59.319977, 15.404130 | 10222500390001 | Ladda upp en bild av detta fornminne      |
| Nä 26 (Glanshammar 40:1)                          | Runristning                 |              | Glanshammar, Närke  |       | 59.319305, 15.401770 | 10222500400001 | Ladda upp en bild av detta fornminne      |
| Nä 27 (Glanshammar 41:1)                          | Runristning                 |              | Glanshammar, Närke  |       | 59.319024, 15.402566 | 10222500410001 | Ladda upp en bild av detta fornminne      |
| Glanshammar 42:1                                  | Gravfält                    |              | Glanshammar, Närke  |       | 59.324937, 15.375389 | 10222500420001 | Ladda upp en bild av detta fornminne      |
| Glanshammar 44:1                                  | Stensättning                |              | Glanshammar, Närke  |       | 59.307061, 15.373724 | 10222500440001 | Ladda upp en bild av detta fornminne      |
| Glanshammar 44:2                                  | Stensättning                |              | Glanshammar, Närke  |       | 59.307144, 15.373732 | 10222500440002 | Ladda upp en bild av detta fornminne      |
| Nä 30 (fragment) (Glanshammar 46:1)               | Runristning                 |              | Glanshammar, Närke  |       | 59.333235, 15.391336 | 10222500460001 | Ladda upp en bild av detta fornminne      |
| Nä 30 (fragment) (Glanshammar 46:2)               | Runristning                 |              | Glanshammar, Närke  |       | 59.333258, 15.391230 | 10222500460002 | Ladda upp en bild av detta fornminne      |
| Nä 30 (fragment) (Glanshammar 46:3)               | Runristning                 |              | Glanshammar, Närke  |       | 59.333277, 15.391156 | 10222500460003 | Ladda upp en bild av detta fornminne      |
| Glanshammar 48:1                                  | Stensättning                |              | Glanshammar, Närke  |       | 59.341835, 15.367709 | 10222500480001 | Ladda upp en bild av detta fornminne      |
| Glanshammar 49:1                                  | Begravningsplats            |              | Glanshammar, Närke  |       | 59.317967, 15.419783 | 10222500490001 | Ladda upp en bild av detta fornminne      |
| Glanshammar 52:1                                  | Stensättning                |              | Glanshammar, Närke  |       | 59.344024, 15.376822 | 10222500520001 | Ladda upp en bild av detta fornminne      |
| Glanshammar 52:2                                  | Stensättning                |              | Glanshammar, Närke  |       | 59.344000, 15.377031 | 10222500520002 | Ladda upp en bild av detta fornminne      |
| Glanshammar 52:3                                  | Stensättning                |              | Glanshammar, Närke  |       | 59.343936, 15.377182 | 10222500520003 | Ladda upp en bild av detta fornminne      |
| Glanshammar 54:1                                  | Gravfält                    |              | Glanshammar, Närke  |       | 59.350235, 15.375676 | 10222500540001 | Ladda upp en bild av detta fornminne      |
| Glanshammar 55:1                                  | Stensättning                |              | Glanshammar, Närke  |       | 59.351530, 15.391612 | 10222500550001 | Ladda upp en bild av detta fornminne      |
| Apelbodastenen / Nä 29 (Glanshammar 57:1)         | Runristning                 |              | Glanshammar, Närke  |       | 59.354485, 15.398585 | 10222500570001 | Ladda upp en till bild av detta fornminne |
| Glanshammar 67:1                                  | Gravfält                    |              | Glanshammar, Närke  |       | 59.337031, 15.381825 | 10222500670001 | Ladda upp en bild av detta fornminne      |
| Glanshammar 68:1                                  | Stensättning                |              | Glanshammar, Närke  |       | 59.364452, 15.402299 | 10222500680001 | Ladda upp en bild av detta fornminne      |
| Glanshammar 68:2                                  | Stensättning                |              | Glanshammar, Närke  |       | 59.364525, 15.401522 | 10222500680002 | Ladda upp en bild av detta fornminne      |
| Glanshammar 69:1                                  | Stensättning                |              | Glanshammar, Närke  |       | 59.349099, 15.381207 | 10222500690001 | Ladda upp en bild av detta fornminne      |
| Glanshammar 98:1                                  | Stensättning                |              | Glanshammar, Närke  |       | 59.341059, 15.416180 | 10222500980001 | Ladda upp en bild av detta fornminne      |
| Glanshammar 98:2                                  | Stensättning                |              | Glanshammar, Närke  |       | 59.341209, 15.416307 | 10222500980002 | Ladda upp en bild av detta fornminne      |
| "Nola högar" (Glanshammar 135:1)                  | Gravfält                    |              | Glanshammar, Närke  |       | 59.355846, 15.385610 | 10222501350001 | Ladda upp en bild av detta fornminne      |
| Glanshammar 141:1                                 | Stensättning                |              | Glanshammar, Närke  |       | 59.324585, 15.422221 | 10222501410001 | Ladda upp en bild av detta fornminne      |
| Glanshammar 141:2                                 | Stensättning                |              | Glanshammar, Närke  |       | 59.324624, 15.422027 | 10222501410002 | Ladda upp en bild av detta fornminne      |
| Nä 23 (Glanshammar 152:1)                         | Runristning                 |              | Glanshammar, Närke  |       | 59.319266, 15.402073 | 10222501520001 | Ladda upp en bild av detta fornminne      |
| Glanshammar 182:1                                 | Hög                         |              | Glanshammar, Närke  |       | 59.386005, 15.440121 | 10222501820001 | Ladda upp en bild av detta fornminne      |
| Glanshammar 182:2                                 | Stensättning                |              | Glanshammar, Närke  |       | 59.386092, 15.440052 | 10222501820002 | Ladda upp en bild av detta fornminne      |
| Glanshammar 182:3                                 | Hög                         |              | Glanshammar, Närke  |       | 59.386170, 15.440000 | 10222501820003 | Ladda upp en bild av detta fornminne      |
| Glanshammar 210:1                                 | Stensättning                |              | Glanshammar, Närke  |       | 59.317011, 15.381181 | 10222502100001 | Ladda upp en bild av detta fornminne      |
| Glanshammar 214                                   | Lägenhetsbebyggelse         |              | Glanshammar, Närke  |       | 59.308435, 15.400394 | 12000000005941 | Ladda upp en bild av detta fornminne      |
| Glanshammar 265                                   | Husgrund, historisk tid     |              | Glanshammar, Närke  |       | 59.318546, 15.401670 | 12000000059461 | Ladda upp en bild av detta fornminne      |

## Gräve
| Namn       | Lämningstyp  | Tillkomsttid | Historisk indelning | Plats | Läge                 | ID-nr          | Bild                                 |
| ---------- | ------------ | ------------ | ------------------- | ----- | -------------------- | -------------- | ------------------------------------ |
| Gräve 12:1 | Stensättning |              | Gräve, Närke        |       | 59.318502, 15.070213 | 10222700120001 | Ladda upp en bild av detta fornminne |
| Gräve 43   | Gravfält     |              | Gräve, Närke        |       | 59.280549, 15.066476 | 12000000098348 | Ladda upp en bild av detta fornminne |

## Gällersta
| Namn                              | Lämningstyp  | Tillkomsttid | Historisk indelning | Plats | Läge                 | ID-nr          | Bild                                 |
| --------------------------------- | ------------ | ------------ | ------------------- | ----- | -------------------- | -------------- | ------------------------------------ |
| Gällersta 4:1                     | Stensättning |              | Gällersta, Närke    |       | 59.215659, 15.266747 | 10222800040001 | Ladda upp en bild av detta fornminne |
| Gällersta 5:1                     | Stensättning |              | Gällersta, Närke    |       | 59.204460, 15.254181 | 10222800050001 | Ladda upp en bild av detta fornminne |
| Hummelgårdsbacken (Gällersta 6:1) | Stensättning |              | Gällersta, Närke    |       | 59.195719, 15.300412 | 10222800060001 | Ladda upp en bild av detta fornminne |
| Hummelgårdsbacken (Gällersta 6:2) | Stensättning |              | Gällersta, Närke    |       | 59.195718, 15.300642 | 10222800060002 | Ladda upp en bild av detta fornminne |
| Gällersta 8:1                     | Hög          |              | Gällersta, Närke    |       | 59.196605, 15.285520 | 10222800080001 | Ladda upp en bild av detta fornminne |
| Gällersta 8:2                     | Stensättning |              | Gällersta, Närke    |       | 59.196709, 15.285371 | 10222800080002 | Ladda upp en bild av detta fornminne |
| Gällersta 8:3                     | Stensättning |              | Gällersta, Närke    |       | 59.196551, 15.285355 | 10222800080003 | Ladda upp en bild av detta fornminne |
| Gällersta 8:4                     | Stensättning |              | Gällersta, Närke    |       | 59.196631, 15.285132 | 10222800080004 | Ladda upp en bild av detta fornminne |
| Oxhagen (Gällersta 10:1)          | Stensättning |              | Gällersta, Närke    |       | 59.197216, 15.325731 | 10222800100001 | Ladda upp en bild av detta fornminne |
| Oxhagen (Gällersta 10:2)          | Stensättning |              | Gällersta, Närke    |       | 59.197172, 15.325457 | 10222800100002 | Ladda upp en bild av detta fornminne |
| Gällersta 11:1                    | Gravfält     |              | Gällersta, Närke    |       | 59.220236, 15.191878 | 10222800110001 | Ladda upp en bild av detta fornminne |
| Gällersta 12:1                    | Stensättning |              | Gällersta, Närke    |       | 59.220265, 15.190498 | 10222800120001 | Ladda upp en bild av detta fornminne |
| Gällersta 12:2                    | Hög          |              | Gällersta, Närke    |       | 59.220138, 15.190460 | 10222800120002 | Ladda upp en bild av detta fornminne |
| Gällersta 13:1                    | Stensättning |              | Gällersta, Närke    |       | 59.224385, 15.189461 | 10222800130001 | Ladda upp en bild av detta fornminne |
| Gällersta 13:2                    | Stensättning |              | Gällersta, Närke    |       | 59.224456, 15.189332 | 10222800130002 | Ladda upp en bild av detta fornminne |
| Gällersta 13:3                    | Stensättning |              | Gällersta, Närke    |       | 59.224619, 15.189241 | 10222800130003 | Ladda upp en bild av detta fornminne |
| Gällersta 16:1                    | Stensättning |              | Gällersta, Närke    |       | 59.181983, 15.258059 | 10222800160001 | Ladda upp en bild av detta fornminne |
| Skrehällen (Gällersta 18:1)       | Stensättning |              | Gällersta, Närke    |       | 59.212322, 15.253338 | 10222800180001 | Ladda upp en bild av detta fornminne |
| Gällersta 21:1                    | Stensättning |              | Gällersta, Närke    |       | 59.220217, 15.306058 | 10222800210001 | Ladda upp en bild av detta fornminne |
| Gällersta 21:2                    | Stensättning |              | Gällersta, Närke    |       | 59.220132, 15.306018 | 10222800210002 | Ladda upp en bild av detta fornminne |
| Gällersta 32:2                    | Stensättning |              | Gällersta, Närke    |       | 59.225268, 15.226079 | 10222800320002 | Ladda upp en bild av detta fornminne |
| Gällersta 33:1                    | Stensättning |              | Gällersta, Närke    |       | 59.211057, 15.230612 | 10222800330001 | Ladda upp en bild av detta fornminne |
| Gällersta 33:2                    | Stensättning |              | Gällersta, Närke    |       | 59.210994, 15.230485 | 10222800330002 | Ladda upp en bild av detta fornminne |
| Gällersta 33:4                    | Stensättning |              | Gällersta, Närke    |       | 59.210908, 15.230409 | 10222800330004 | Ladda upp en bild av detta fornminne |
| Gällersta 51:1                    | Röse         |              | Gällersta, Närke    |       | 59.228200, 15.231539 | 10222800510001 | Ladda upp en bild av detta fornminne |
| Gällersta 51:2                    | Stensättning |              | Gällersta, Närke    |       | 59.228297, 15.231634 | 10222800510002 | Ladda upp en bild av detta fornminne |
| Gällersta 51:4                    | Stensättning |              | Gällersta, Närke    |       | 59.228382, 15.231459 | 10222800510004 | Ladda upp en bild av detta fornminne |
| Gällersta 52:1                    | Stensättning |              | Gällersta, Närke    |       | 59.209063, 15.216812 | 10222800520001 | Ladda upp en bild av detta fornminne |
| Gällersta 52:2                    | Stensättning |              | Gällersta, Närke    |       | 59.209011, 15.217008 | 10222800520002 | Ladda upp en bild av detta fornminne |
| Gällersta 60:1                    | Stensättning |              | Gällersta, Närke    |       | 59.202536, 15.240237 | 10222800600001 | Ladda upp en bild av detta fornminne |
| Gällersta 69:1                    | Stensättning |              | Gällersta, Närke    |       | 59.196776, 15.291837 | 10222800690001 | Ladda upp en bild av detta fornminne |
| Gällersta 69:3                    | Stensättning |              | Gällersta, Närke    |       | 59.196869, 15.292366 | 10222800690003 | Ladda upp en bild av detta fornminne |
| Gällersta 71:1                    | Gravfält     |              | Gällersta, Närke    |       | 59.203631, 15.294511 | 10222800710001 | Ladda upp en bild av detta fornminne |
| Gällersta 74:2                    | Stensättning |              | Gällersta, Närke    |       | 59.193865, 15.319294 | 10222800740002 | Ladda upp en bild av detta fornminne |
| Gällersta 74:3                    | Stensättning |              | Gällersta, Närke    |       | 59.193771, 15.319296 | 10222800740003 | Ladda upp en bild av detta fornminne |
| Gällersta 85:1                    | Stensättning |              | Gällersta, Närke    |       | 59.199035, 15.300458 | 10222800850001 | Ladda upp en bild av detta fornminne |
| Gällersta 86:1                    | Stensättning |              | Gällersta, Närke    |       | 59.192333, 15.322970 | 10222800860001 | Ladda upp en bild av detta fornminne |
| Gällersta 86:2                    | Stensättning |              | Gällersta, Närke    |       | 59.192146, 15.322956 | 10222800860002 | Ladda upp en bild av detta fornminne |
| Gällersta 86:3                    | Stensättning |              | Gällersta, Närke    |       | 59.192403, 15.323348 | 10222800860003 | Ladda upp en bild av detta fornminne |
| Gällersta 93:1                    | Stensättning |              | Gällersta, Närke    |       | 59.208017, 15.200158 | 10222800930001 | Ladda upp en bild av detta fornminne |
| Gällersta 94:1                    | Stensättning |              | Gällersta, Närke    |       | 59.225247, 15.214853 | 10222800940001 | Ladda upp en bild av detta fornminne |
| Gällersta 95:1                    | Stensättning |              | Gällersta, Närke    |       | 59.223457, 15.211732 | 10222800950001 | Ladda upp en bild av detta fornminne |
| Gällersta 103:1                   | Stensättning |              | Gällersta, Närke    |       | 59.217702, 15.243836 | 10222801030001 | Ladda upp en bild av detta fornminne |
| Gällersta 105:1                   | Stensättning |              | Gällersta, Närke    |       | 59.214036, 15.287742 | 10222801050001 | Ladda upp en bild av detta fornminne |
| Gällersta 106:1                   | Stensättning |              | Gällersta, Närke    |       | 59.228396, 15.248416 | 10222801060001 | Ladda upp en bild av detta fornminne |
| Gällersta 111:1                   | Stensättning |              | Gällersta, Närke    |       | 59.191788, 15.331048 | 10222801110001 | Ladda upp en bild av detta fornminne |
| Gällersta 112:1                   | Stensättning |              | Gällersta, Närke    |       | 59.192181, 15.330658 | 10222801120001 | Ladda upp en bild av detta fornminne |
| Gällersta 113:1                   | Gravfält     |              | Gällersta, Närke    |       | 59.194110, 15.327652 | 10222801130001 | Ladda upp en bild av detta fornminne |
| Gällersta 114:1                   | Stensättning |              | Gällersta, Närke    |       | 59.201301, 15.326759 | 10222801140001 | Ladda upp en bild av detta fornminne |
| Gällersta 116:1                   | Stensättning |              | Gällersta, Närke    |       | 59.208148, 15.297581 | 10222801160001 | Ladda upp en bild av detta fornminne |
| Gällersta 116:2                   | Stensättning |              | Gällersta, Närke    |       | 59.208131, 15.297579 | 10222801160002 | Ladda upp en bild av detta fornminne |
| Gällersta 116:3                   | Stensättning |              | Gällersta, Närke    |       | 59.208303, 15.297669 | 10222801160003 | Ladda upp en bild av detta fornminne |
| Gällersta 116:4                   | Stensättning |              | Gällersta, Närke    |       | 59.208189, 15.297574 | 10222801160004 | Ladda upp en bild av detta fornminne |
| Gällersta 117:1                   | Stensättning |              | Gällersta, Närke    |       | 59.210991, 15.293098 | 10222801170001 | Ladda upp en bild av detta fornminne |
| Gällersta 117:2                   | Stensättning |              | Gällersta, Närke    |       | 59.210991, 15.293098 | 10222801170002 | Ladda upp en bild av detta fornminne |
| Gällersta 125:1                   | Stensättning |              | Gällersta, Närke    |       | 59.224264, 15.281737 | 10222801250001 | Ladda upp en bild av detta fornminne |
| Gällersta 125:2                   | Stensättning |              | Gällersta, Närke    |       | 59.224131, 15.281751 | 10222801250002 | Ladda upp en bild av detta fornminne |
| Gällersta 138                     | Gravfält     |              | Gällersta, Närke    |       | 59.211299, 15.185957 | 12000000006250 | Ladda upp en bild av detta fornminne |

## Hovsta
| Namn                  | Lämningstyp                 | Tillkomsttid | Historisk indelning | Plats | Läge                 | ID-nr          | Bild                                 |
| --------------------- | --------------------------- | ------------ | ------------------- | ----- | -------------------- | -------------- | ------------------------------------ |
| Hovsta 1:1            | Stensättning                |              | Hovsta, Närke       |       | 59.327554, 15.205372 | 10223600010001 | Ladda upp en bild av detta fornminne |
| Hovsta 2:1            | Gravfält                    |              | Hovsta, Närke       |       | 59.327845, 15.227297 | 10223600020001 | Ladda upp en bild av detta fornminne |
| Hovsta 6:1            | Stensättning                |              | Hovsta, Närke       |       | 59.336429, 15.179433 | 10223600060001 | Ladda upp en bild av detta fornminne |
| Boresten (Hovsta 8:1) | Grav markerad av sten/block |              | Hovsta, Närke       |       | 59.329331, 15.249216 | 10223600080001 | Ladda upp en bild av detta fornminne |
| Hovsta 9:1            | Stensättning                |              | Hovsta, Närke       |       | 59.350617, 15.189974 | 10223600090001 | Ladda upp en bild av detta fornminne |
| Hovsta 9:2            | Stensättning                |              | Hovsta, Närke       |       | 59.350373, 15.189881 | 10223600090002 | Ladda upp en bild av detta fornminne |
| Hovsta 9:3            | Stensättning                |              | Hovsta, Närke       |       | 59.350740, 15.190214 | 10223600090003 | Ladda upp en bild av detta fornminne |
| Hovsta 9:4            | Stensättning                |              | Hovsta, Närke       |       | 59.350942, 15.190210 | 10223600090004 | Ladda upp en bild av detta fornminne |
| Hovsta 10:1           | Röse                        |              | Hovsta, Närke       |       | 59.351244, 15.190703 | 10223600100001 | Ladda upp en bild av detta fornminne |
| Hovsta 43:1           | Lägenhetsbebyggelse         |              | Hovsta, Närke       |       | 59.328281, 15.251637 | 10223600430001 | Ladda upp en bild av detta fornminne |
| Rå (Hovsta 44:1)      | Lägenhetsbebyggelse         |              | Hovsta, Närke       |       | 59.328117, 15.253558 | 10223600440001 | Ladda upp en bild av detta fornminne |

## Kil
| Namn                     | Lämningstyp                      | Tillkomsttid | Historisk indelning | Plats | Läge                 | ID-nr          | Bild                                 |
| ------------------------ | -------------------------------- | ------------ | ------------------- | ----- | -------------------- | -------------- | ------------------------------------ |
| Kil 14:1                 | Gravfält                         |              | Kil, Närke          |       | 59.349249, 15.090944 | 10224000140001 | Ladda upp en bild av detta fornminne |
| Kil 17:1                 | Stensättning                     |              | Kil, Närke          |       | 59.342706, 15.068929 | 10224000170001 | Ladda upp en bild av detta fornminne |
| Kil 17:2                 | Stensättning                     |              | Kil, Närke          |       | 59.342868, 15.068996 | 10224000170002 | Ladda upp en bild av detta fornminne |
| Kil 18:1                 | Gravfält                         |              | Kil, Närke          |       | 59.351637, 15.078146 | 10224000180001 | Ladda upp en bild av detta fornminne |
| Åsgårdsbacken (Kil 22:1) | Gravfält                         |              | Kil, Närke          |       | 59.361691, 15.084892 | 10224000220001 | Ladda upp en bild av detta fornminne |
| Åsgårdsbacken (Kil 23:1) | Hög                              |              | Kil, Närke          |       | 59.363609, 15.082690 | 10224000230001 | Ladda upp en bild av detta fornminne |
| Åsgårdsbacken (Kil 23:2) | Hög                              |              | Kil, Närke          |       | 59.363501, 15.082589 | 10224000230002 | Ladda upp en bild av detta fornminne |
| Åsgårdsbacken (Kil 23:3) | Hög                              |              | Kil, Närke          |       | 59.363365, 15.082780 | 10224000230003 | Ladda upp en bild av detta fornminne |
| Åsgårdsbacken (Kil 24:1) | Stensättning                     |              | Kil, Närke          |       | 59.362864, 15.083194 | 10224000240001 | Ladda upp en bild av detta fornminne |
| Kil 27:1                 | Stensättning                     |              | Kil, Närke          |       | 59.398727, 15.122190 | 10224000270001 | Ladda upp en bild av detta fornminne |
| Kil 37:1                 | Hög                              |              | Kil, Närke          |       | 59.387773, 15.090376 | 10224000370001 | Ladda upp en bild av detta fornminne |
| Kil 37:2                 | Hög                              |              | Kil, Närke          |       | 59.387686, 15.089952 | 10224000370002 | Ladda upp en bild av detta fornminne |
| Kil 37:3                 | Hög                              |              | Kil, Närke          |       | 59.387710, 15.089765 | 10224000370003 | Ladda upp en bild av detta fornminne |
| Kyrkstenen (Kil 39:1)    | Ristning, medeltid/historisk tid |              | Kil, Närke          |       | 59.399353, 14.962665 | 10224000390001 | Ladda upp en bild av detta fornminne |
| Ullavi klint (Kil 43:1)  | Fornborg                         |              | Kil, Närke          |       | 59.375787, 15.013322 | 10224000430001 | Ladda upp en bild av detta fornminne |
| Kil 44:1                 | Fornborg                         |              | Kil, Närke          |       | 59.387757, 15.016866 | 10224000440001 | Ladda upp en bild av detta fornminne |
| Kil 46:1                 | Fornborg                         |              | Kil, Närke          |       | 59.366076, 15.016104 | 10224000460001 | Ladda upp en bild av detta fornminne |
| Kil 47:1                 | Fornborg                         |              | Kil, Närke          |       | 59.368861, 15.017124 | 10224000470001 | Ladda upp en bild av detta fornminne |
| Kil 54:1                 | Stensättning                     |              | Kil, Närke          |       | 59.384354, 15.010444 | 10224000540001 | Ladda upp en bild av detta fornminne |
| Skansberget (Kil 58:1)   | Fornborg                         |              | Kil, Närke          |       | 59.370454, 14.983160 | 10224000580001 | Ladda upp en bild av detta fornminne |
| Kil 73:1                 | Stensättning                     |              | Kil, Närke          |       | 59.382588, 15.051614 | 10224000730001 | Ladda upp en bild av detta fornminne |
| Kil 126:1                | Stensättning                     |              | Kil, Närke          |       | 59.373068, 15.023682 | 10224001260001 | Ladda upp en bild av detta fornminne |
| Kil 232:1                | Kvarn                            |              | Kil, Närke          |       | 59.417833, 15.015413 | 10224002320001 | Ladda upp en bild av detta fornminne |

## Lillkyrka
| Namn            | Lämningstyp  | Tillkomsttid | Historisk indelning | Plats | Läge                 | ID-nr          | Bild                                 |
| --------------- | ------------ | ------------ | ------------------- | ----- | -------------------- | -------------- | ------------------------------------ |
| Lillkyrka 1:1   | Stensättning |              | Lillkyrka, Närke    |       | 59.325360, 15.458147 | 10224800010001 | Ladda upp en bild av detta fornminne |
| Lillkyrka 25:1  | Gravfält     |              | Lillkyrka, Närke    |       | 59.331830, 15.482709 | 10224800250001 | Ladda upp en bild av detta fornminne |
| Lillkyrka 29:1  | Hög          |              | Lillkyrka, Närke    |       | 59.319403, 15.485979 | 10224800290001 | Ladda upp en bild av detta fornminne |
| Lillkyrka 30:1  | Gravfält     |              | Lillkyrka, Närke    |       | 59.321312, 15.492627 | 10224800300001 | Ladda upp en bild av detta fornminne |
| Lillkyrka 32:1  | Gravfält     |              | Lillkyrka, Närke    |       | 59.311035, 15.469734 | 10224800320001 | Ladda upp en bild av detta fornminne |
| Lillkyrka 33:1  | Stensättning |              | Lillkyrka, Närke    |       | 59.315362, 15.471161 | 10224800330001 | Ladda upp en bild av detta fornminne |
| Lillkyrka 35:1  | Stensättning |              | Lillkyrka, Närke    |       | 59.332862, 15.586512 | 10224800350001 | Ladda upp en bild av detta fornminne |
| Lillkyrka 35:2  | Stensättning |              | Lillkyrka, Närke    |       | 59.332969, 15.586498 | 10224800350002 | Ladda upp en bild av detta fornminne |
| Lillkyrka 37:2  | Stensättning |              | Lillkyrka, Närke    |       | 59.331221, 15.588653 | 10224800370002 | Ladda upp en bild av detta fornminne |
| Lillkyrka 39:1  | Hög          |              | Lillkyrka, Närke    |       | 59.320460, 15.492838 | 10224800390001 | Ladda upp en bild av detta fornminne |
| Lillkyrka 39:2  | Hög          |              | Lillkyrka, Närke    |       | 59.320547, 15.492843 | 10224800390002 | Ladda upp en bild av detta fornminne |
| Lillkyrka 41:1  | Gravfält     |              | Lillkyrka, Närke    |       | 59.360249, 15.590274 | 10224800410001 | Ladda upp en bild av detta fornminne |
| Lillkyrka 47:1  | Stensättning |              | Lillkyrka, Närke    |       | 59.316562, 15.474765 | 10224800470001 | Ladda upp en bild av detta fornminne |
| Lillkyrka 47:2  | Stensättning |              | Lillkyrka, Närke    |       | 59.316576, 15.473766 | 10224800470002 | Ladda upp en bild av detta fornminne |
| Lillkyrka 48:1  | Stensättning |              | Lillkyrka, Närke    |       | 59.307547, 15.470795 | 10224800480001 | Ladda upp en bild av detta fornminne |
| Lillkyrka 68:1  | Stensättning |              | Lillkyrka, Närke    |       | 59.359026, 15.583367 | 10224800680001 | Ladda upp en bild av detta fornminne |
| Lillkyrka 116:1 | Stensättning |              | Lillkyrka, Närke    |       | 59.363939, 15.585086 | 10224801160001 | Ladda upp en bild av detta fornminne |
| Lillkyrka 190:1 | Stensättning |              | Lillkyrka, Närke    |       | 59.318469, 15.473064 | 10224801900001 | Ladda upp en bild av detta fornminne |
| Lillkyrka 220:1 | Stensättning |              | Lillkyrka, Närke    |       | 59.319906, 15.468916 | 10224802200001 | Ladda upp en bild av detta fornminne |
| Lillkyrka 220:2 | Stensättning |              | Lillkyrka, Närke    |       | 59.319872, 15.469116 | 10224802200002 | Ladda upp en bild av detta fornminne |

## Lännäs
| Namn                             | Lämningstyp         | Tillkomsttid | Historisk indelning | Plats | Läge                 | ID-nr          | Bild                                 |
| -------------------------------- | ------------------- | ------------ | ------------------- | ----- | -------------------- | -------------- | ------------------------------------ |
| Lännäs 7:1                       | Röse                |              | Lännäs, Närke       |       | 59.086457, 15.668377 | 10225200070001 | Ladda upp en bild av detta fornminne |
| Lännäs 7:2                       | Stensättning        |              | Lännäs, Närke       |       | 59.086441, 15.668611 | 10225200070002 | Ladda upp en bild av detta fornminne |
| Lännäs 11:1                      | Röse                |              | Lännäs, Närke       |       | 59.140819, 15.604050 | 10225200110001 | Ladda upp en bild av detta fornminne |
| Lännäs 14:1                      | Stensättning        |              | Lännäs, Närke       |       | 59.140026, 15.607135 | 10225200140001 | Ladda upp en bild av detta fornminne |
| Lännäs 15:1                      | Röse                |              | Lännäs, Närke       |       | 59.139710, 15.607840 | 10225200150001 | Ladda upp en bild av detta fornminne |
| Lännäs 16:1                      | Stensättning        |              | Lännäs, Närke       |       | 59.139737, 15.606578 | 10225200160001 | Ladda upp en bild av detta fornminne |
| Lännäs 17:1                      | Gravfält            |              | Lännäs, Närke       |       | 59.163242, 15.586901 | 10225200170001 | Ladda upp en bild av detta fornminne |
| Habors röse (Lännäs 18:1)        | Röse                |              | Lännäs, Närke       |       | 59.178665, 15.580432 | 10225200180001 | Ladda upp en bild av detta fornminne |
| Lännäs 19:1                      | Gravfält            |              | Lännäs, Närke       |       | 59.179236, 15.580140 | 10225200190001 | Ladda upp en bild av detta fornminne |
| Lännäs 22:1                      | Stenkrets           |              | Lännäs, Närke       |       | 59.184018, 15.574420 | 10225200220001 | Ladda upp en bild av detta fornminne |
| Lännäs 22:2                      | Stensättning        |              | Lännäs, Närke       |       | 59.183991, 15.574721 | 10225200220002 | Ladda upp en bild av detta fornminne |
| Lännäs 23:1                      | Gravfält            |              | Lännäs, Närke       |       | 59.183910, 15.576689 | 10225200230001 | Ladda upp en bild av detta fornminne |
| Nämdekarlsstenarna (Lännäs 24:1) | Gravfält            |              | Lännäs, Närke       |       | 59.165528, 15.588037 | 10225200240001 | Ladda upp en bild av detta fornminne |
| Lännäs 25:1                      | Gravfält            |              | Lännäs, Närke       |       | 59.165404, 15.609399 | 10225200250001 | Ladda upp en bild av detta fornminne |
| Lännäs 26:1                      | Stensättning        |              | Lännäs, Närke       |       | 59.198920, 15.745005 | 10225200260001 | Ladda upp en bild av detta fornminne |
| Lännäs 27:1                      | Gravfält            |              | Lännäs, Närke       |       | 59.196436, 15.712956 | 10225200270001 | Ladda upp en bild av detta fornminne |
| Lännäs 28:1                      | Gravfält            |              | Lännäs, Närke       |       | 59.188509, 15.705994 | 10225200280001 | Ladda upp en bild av detta fornminne |
| Vikingaberget (Lännäs 29:1)      | Fornborg            |              | Lännäs, Närke       |       | 59.128046, 15.739452 | 10225200290001 | Ladda upp en bild av detta fornminne |
| Lännäs 31:1                      | Röse                |              | Lännäs, Närke       |       | 59.133888, 15.729466 | 10225200310001 | Ladda upp en bild av detta fornminne |
| Lännäs 34:1                      | Röse                |              | Lännäs, Närke       |       | 59.136472, 15.723101 | 10225200340001 | Ladda upp en bild av detta fornminne |
| Lännäs 34:2                      | Stensättning        |              | Lännäs, Närke       |       | 59.136469, 15.722842 | 10225200340002 | Ladda upp en bild av detta fornminne |
| Lännäs 36:1                      | Gravfält            |              | Lännäs, Närke       |       | 59.138103, 15.780201 | 10225200360001 | Ladda upp en bild av detta fornminne |
| Lännäs 39:1                      | Stenkrets           |              | Lännäs, Närke       |       | 59.133863, 15.674617 | 10225200390001 | Ladda upp en bild av detta fornminne |
| Lännäs 46:1                      | Röse                |              | Lännäs, Närke       |       | 59.144926, 15.687839 | 10225200460001 | Ladda upp en bild av detta fornminne |
| Lännäs 47:1                      | Stensättning        |              | Lännäs, Närke       |       | 59.055433, 15.605961 | 10225200470001 | Ladda upp en bild av detta fornminne |
| Sigars hög (?). (Lännäs 50:1)    | Hög                 |              | Lännäs, Närke       |       | 59.178045, 15.580916 | 10225200500001 | Ladda upp en bild av detta fornminne |
| Lännäs 60:1                      | Stensättning        |              | Lännäs, Närke       |       | 59.136369, 15.777266 | 10225200600001 | Ladda upp en bild av detta fornminne |
| Salbacka (Lännäs 97:1)           | Lägenhetsbebyggelse |              | Lännäs, Närke       |       | 59.087095, 15.652908 | 10225200970001 | Ladda upp en bild av detta fornminne |
| Lännäs 107:1                     | Stensättning        |              | Lännäs, Närke       |       | 59.080703, 15.692206 | 10225201070001 | Ladda upp en bild av detta fornminne |
| Lännäs 108:1                     | Stensättning        |              | Lännäs, Närke       |       | 59.075392, 15.690070 | 10225201080001 | Ladda upp en bild av detta fornminne |
| Lännäs 108:2                     | Stensättning        |              | Lännäs, Närke       |       | 59.075402, 15.690230 | 10225201080002 | Ladda upp en bild av detta fornminne |
| Lännäs 109:1                     | Stensättning        |              | Lännäs, Närke       |       | 59.110697, 15.759966 | 10225201090001 | Ladda upp en bild av detta fornminne |
| Lännäs 110:1                     | Stensättning        |              | Lännäs, Närke       |       | 59.111299, 15.761494 | 10225201100001 | Ladda upp en bild av detta fornminne |
| Lännäs 111:1                     | Stensättning        |              | Lännäs, Närke       |       | 59.114612, 15.763633 | 10225201110001 | Ladda upp en bild av detta fornminne |
| Lännäs 112:1                     | Stensättning        |              | Lännäs, Närke       |       | 59.107664, 15.757516 | 10225201120001 | Ladda upp en bild av detta fornminne |
| Lännäs 114:1                     | Stensättning        |              | Lännäs, Närke       |       | 59.115499, 15.754677 | 10225201140001 | Ladda upp en bild av detta fornminne |
| Lännäs 117:1                     | Stensättning        |              | Lännäs, Närke       |       | 59.106430, 15.741034 | 10225201170001 | Ladda upp en bild av detta fornminne |
| Lännäs 118:1                     | Stensättning        |              | Lännäs, Närke       |       | 59.108137, 15.744435 | 10225201180001 | Ladda upp en bild av detta fornminne |
| Lännäs 128:1                     | Gravfält            |              | Lännäs, Närke       |       | 59.135958, 15.648716 | 10225201280001 | Ladda upp en bild av detta fornminne |
| Lännäs 170                       | Gravfält            |              | Lännäs, Närke       |       | 59.146626, 15.578864 | 12000000075212 | Ladda upp en bild av detta fornminne |

## Mosjö
| Namn                                  | Lämningstyp  | Tillkomsttid | Historisk indelning | Plats | Läge                 | ID-nr          | Bild                                      |
| ------------------------------------- | ------------ | ------------ | ------------------- | ----- | -------------------- | -------------- | ----------------------------------------- |
| Mosjö 1:1                             | Gravfält     |              | Mosjö, Närke        |       | 59.206815, 15.089603 | 10225300010001 | Ladda upp en bild av detta fornminne      |
| Mosjö 2:1                             | Gravfält     |              | Mosjö, Närke        |       | 59.195811, 15.097322 | 10225300020001 | Ladda upp en bild av detta fornminne      |
| Mosjö 5:1                             | Stensättning |              | Mosjö, Närke        |       | 59.217290, 15.104966 | 10225300050001 | Ladda upp en bild av detta fornminne      |
| Mosjö 5:2                             | Stensättning |              | Mosjö, Närke        |       | 59.217223, 15.104790 | 10225300050002 | Ladda upp en bild av detta fornminne      |
| Mosjö 5:3                             | Stensättning |              | Mosjö, Närke        |       | 59.217084, 15.104344 | 10225300050003 | Ladda upp en bild av detta fornminne      |
| Kullkyrkan (Mosjö 6:1)                | Kyrka/kapell |              | Mosjö, Närke        |       | 59.196115, 15.103765 | 10225300060001 | Ladda upp en till bild av detta fornminne |
| Drottning Kristinas sten (Mosjö 10:1) | Minnesmärke  |              | Mosjö, Närke        |       | 59.231443, 15.151098 | 10225300100001 | Ladda upp en bild av detta fornminne      |
| Mosjö 14:1                            | Gravfält     |              | Mosjö, Närke        |       | 59.185680, 15.154584 | 10225300140001 | Ladda upp en bild av detta fornminne      |
| Mosjö 23:1                            | Gravfält     |              | Mosjö, Närke        |       | 59.202585, 15.145359 | 10225300230001 | Ladda upp en bild av detta fornminne      |
| Mosjö 25:1                            | Stensättning |              | Mosjö, Närke        |       | 59.219515, 15.147651 | 10225300250001 | Ladda upp en bild av detta fornminne      |
| Mosjö 25:2                            | Stensättning |              | Mosjö, Närke        |       | 59.219432, 15.147652 | 10225300250002 | Ladda upp en bild av detta fornminne      |
| Mosjö 25:3                            | Stensättning |              | Mosjö, Närke        |       | 59.219308, 15.147656 | 10225300250003 | Ladda upp en bild av detta fornminne      |
| Mosjö 70                              | Stensättning |              | Mosjö, Närke        |       | 59.214877, 15.170386 | 12000000006263 | Ladda upp en bild av detta fornminne      |

## Norrbyås
| Namn                      | Lämningstyp  | Tillkomsttid | Historisk indelning | Plats | Läge                 | ID-nr          | Bild                                 |
| ------------------------- | ------------ | ------------ | ------------------- | ----- | -------------------- | -------------- | ------------------------------------ |
| Norrbyås 3:1              | Hög          |              | Norrbyås, Närke     |       | 59.195020, 15.396235 | 10225500030001 | Ladda upp en bild av detta fornminne |
| Norrbyås 5:1              | Gravfält     |              | Norrbyås, Närke     |       | 59.202700, 15.406071 | 10225500050001 | Ladda upp en bild av detta fornminne |
| Norrbyås 6:1              | Stensättning |              | Norrbyås, Närke     |       | 59.198676, 15.331420 | 10225500060001 | Ladda upp en bild av detta fornminne |
| Norrbyås 6:2              | Stensättning |              | Norrbyås, Närke     |       | 59.198693, 15.331651 | 10225500060002 | Ladda upp en bild av detta fornminne |
| Norrbyås 6:3              | Stensättning |              | Norrbyås, Närke     |       | 59.198572, 15.331796 | 10225500060003 | Ladda upp en bild av detta fornminne |
| Norrbyås 6:4              | Stensättning |              | Norrbyås, Närke     |       | 59.198467, 15.331760 | 10225500060004 | Ladda upp en bild av detta fornminne |
| Norrbyås 7:1              | Gravfält     |              | Norrbyås, Närke     |       | 59.198752, 15.332866 | 10225500070001 | Ladda upp en bild av detta fornminne |
| Norrbyås 8:1              | Gravfält     |              | Norrbyås, Närke     |       | 59.212093, 15.329752 | 10225500080001 | Ladda upp en bild av detta fornminne |
| Norrbyås 9:1              | Stensättning |              | Norrbyås, Närke     |       | 59.208968, 15.359381 | 10225500090001 | Ladda upp en bild av detta fornminne |
| Norrbyås 9:2              | Stensättning |              | Norrbyås, Närke     |       | 59.209150, 15.359297 | 10225500090002 | Ladda upp en bild av detta fornminne |
| Öby kulle (Norrbyås 10:1) | Borg         |              | Norrbyås, Närke     |       | 59.177199, 15.376789 | 10225500100001 | Ladda upp en bild av detta fornminne |
| Norrbyås 23:1             | Stensättning |              | Norrbyås, Närke     |       | 59.209553, 15.342155 | 10225500230001 | Ladda upp en bild av detta fornminne |
| Norrbyås 27:1             | Stensättning |              | Norrbyås, Närke     |       | 59.229722, 15.328901 | 10225500270001 | Ladda upp en bild av detta fornminne |
| Norrbyås 31:1             | Stensättning |              | Norrbyås, Närke     |       | 59.194503, 15.371485 | 10225500310001 | Ladda upp en bild av detta fornminne |
| Norrbyås 31:2             | Stensättning |              | Norrbyås, Närke     |       | 59.194516, 15.371312 | 10225500310002 | Ladda upp en bild av detta fornminne |
| Norrbyås 40:1             | Stensättning |              | Norrbyås, Närke     |       | 59.191675, 15.372254 | 10225500400001 | Ladda upp en bild av detta fornminne |
| Norrbyås 41:1             | Stensättning |              | Norrbyås, Närke     |       | 59.219037, 15.334375 | 10225500410001 | Ladda upp en bild av detta fornminne |
| Norrbyås 41:2             | Stensättning |              | Norrbyås, Närke     |       | 59.218884, 15.334361 | 10225500410002 | Ladda upp en bild av detta fornminne |
| Norrbyås 43:1             | Stensättning |              | Norrbyås, Närke     |       | 59.228451, 15.348052 | 10225500430001 | Ladda upp en bild av detta fornminne |

## Rinkaby
| Namn                              | Lämningstyp         | Tillkomsttid | Historisk indelning | Plats | Läge                 | ID-nr          | Bild                                      |
| --------------------------------- | ------------------- | ------------ | ------------------- | ----- | -------------------- | -------------- | ----------------------------------------- |
| Rinkaby 3:1                       | Gravfält            |              | Rinkaby, Närke      |       | 59.326014, 15.322694 | 10225800030001 | Ladda upp en bild av detta fornminne      |
| Rinkaby 4:1                       | Gravfält            |              | Rinkaby, Närke      |       | 59.324131, 15.333286 | 10225800040001 | Ladda upp en bild av detta fornminne      |
| Nastastenen / Nä 34 (Rinkaby 5:1) | Runristning         |              | Rinkaby, Närke      |       | 59.331355, 15.353499 | 10225800050001 | Ladda upp en till bild av detta fornminne |
| Rinkaby 6:1                       | Stensättning        |              | Rinkaby, Närke      |       | 59.329872, 15.357659 | 10225800060001 | Ladda upp en bild av detta fornminne      |
| Rinkaby 8:1                       | Hög                 |              | Rinkaby, Närke      |       | 59.334659, 15.345765 | 10225800080001 | Ladda upp en bild av detta fornminne      |
| Rinkaby 8:2                       | Hög                 |              | Rinkaby, Närke      |       | 59.334527, 15.345940 | 10225800080002 | Ladda upp en bild av detta fornminne      |
| Rinkaby 10:1                      | Gravfält            |              | Rinkaby, Närke      |       | 59.321110, 15.328757 | 10225800100001 | Ladda upp en bild av detta fornminne      |
| Rinkaby 13:1                      | Stensättning        |              | Rinkaby, Närke      |       | 59.324112, 15.314131 | 10225800130001 | Ladda upp en bild av detta fornminne      |
| Rinkaby 14:1                      | Gravfält            |              | Rinkaby, Närke      |       | 59.313559, 15.292605 | 10225800140001 | Ladda upp en bild av detta fornminne      |
| Rinkaby 17:1                      | Stensättning        |              | Rinkaby, Närke      |       | 59.308688, 15.346651 | 10225800170001 | Ladda upp en bild av detta fornminne      |
| Rinkaby 18:1                      | Stensättning        |              | Rinkaby, Närke      |       | 59.309394, 15.344875 | 10225800180001 | Ladda upp en bild av detta fornminne      |
| Rinkaby 18:2                      | Stensättning        |              | Rinkaby, Närke      |       | 59.309333, 15.344995 | 10225800180002 | Ladda upp en bild av detta fornminne      |
| Rinkaby 19:1                      | Gravfält            |              | Rinkaby, Närke      |       | 59.304409, 15.349078 | 10225800190001 | Ladda upp en bild av detta fornminne      |
| Rinkaby 21:1                      | Stensättning        |              | Rinkaby, Närke      |       | 59.305002, 15.319385 | 10225800210001 | Ladda upp en bild av detta fornminne      |
| Rinkaby 21:2                      | Stensättning        |              | Rinkaby, Närke      |       | 59.305060, 15.319140 | 10225800210002 | Ladda upp en bild av detta fornminne      |
| Rinkaby 21:3                      | Stensättning        |              | Rinkaby, Närke      |       | 59.304937, 15.319935 | 10225800210003 | Ladda upp en bild av detta fornminne      |
| Rinkaby 22:1                      | Gravfält            |              | Rinkaby, Närke      |       | 59.291982, 15.331491 | 10225800220001 | Ladda upp en bild av detta fornminne      |
| Rinkaby 29:1                      | Gravfält            |              | Rinkaby, Närke      |       | 59.332393, 15.352479 | 10225800290001 | Ladda upp en bild av detta fornminne      |
| Rinkaby 55:1                      | Stensättning        |              | Rinkaby, Närke      |       | 59.315933, 15.277195 | 10225800550001 | Ladda upp en bild av detta fornminne      |
| Rinkaby 55:2                      | Stensättning        |              | Rinkaby, Närke      |       | 59.315875, 15.277310 | 10225800550002 | Ladda upp en bild av detta fornminne      |
| Rinkaby 55:3                      | Stensättning        |              | Rinkaby, Närke      |       | 59.316046, 15.277847 | 10225800550003 | Ladda upp en bild av detta fornminne      |
| Hagabytorp (Rinkaby 65:1)         | Lägenhetsbebyggelse |              | Rinkaby, Närke      |       | 59.305890, 15.323608 | 10225800650001 | Ladda upp en bild av detta fornminne      |
| Rinkaby 66:1                      | Stensättning        |              | Rinkaby, Närke      |       | 59.308064, 15.342386 | 10225800660001 | Ladda upp en bild av detta fornminne      |
| Rinkaby 67:1                      | Stensättning        |              | Rinkaby, Närke      |       | 59.303580, 15.346534 | 10225800670001 | Ladda upp en bild av detta fornminne      |
| Rinkaby 68:1                      | Stensättning        |              | Rinkaby, Närke      |       | 59.305652, 15.279005 | 10225800680001 | Ladda upp en bild av detta fornminne      |
| Myratorp (Rinkaby 70:2)           | Lägenhetsbebyggelse |              | Rinkaby, Närke      |       | 59.306539, 15.293309 | 10225800700002 | Ladda upp en bild av detta fornminne      |
| Rinkaby 72:1                      | Stensättning        |              | Rinkaby, Närke      |       | 59.306252, 15.321126 | 10225800720001 | Ladda upp en bild av detta fornminne      |
| Rinkaby 72:2                      | Stensättning        |              | Rinkaby, Närke      |       | 59.306076, 15.320993 | 10225800720002 | Ladda upp en bild av detta fornminne      |
| Rinkaby 74:1                      | Gravfält            |              | Rinkaby, Närke      |       | 59.310853, 15.266648 | 10225800740001 | Ladda upp en bild av detta fornminne      |
| Falltorp (Rinkaby 106)            | Lägenhetsbebyggelse |              | Rinkaby, Närke      |       | 59.299136, 15.318796 | 12000000093594 | Ladda upp en bild av detta fornminne      |

## Stora Mellösa
| Namn                                  | Lämningstyp                 | Tillkomsttid | Historisk indelning  | Plats | Läge                 | ID-nr          | Bild                                      |
| ------------------------------------- | --------------------------- | ------------ | -------------------- | ----- | -------------------- | -------------- | ----------------------------------------- |
| Stora Mellösa 1:1                     | Röse                        |              | Stora Mellösa, Närke |       | 59.218742, 15.392401 | 10226200010001 | Ladda upp en bild av detta fornminne      |
| Stora Mellösa 1:2                     | Grav markerad av sten/block |              | Stora Mellösa, Närke |       | 59.218625, 15.392543 | 10226200010002 | Ladda upp en bild av detta fornminne      |
| Stora Mellösa 1:3                     | Grav markerad av sten/block |              | Stora Mellösa, Närke |       | 59.218552, 15.392610 | 10226200010003 | Ladda upp en bild av detta fornminne      |
| Stora Mellösa 1:4                     | Grav markerad av sten/block |              | Stora Mellösa, Närke |       | 59.218556, 15.392463 | 10226200010004 | Ladda upp en bild av detta fornminne      |
| Stora Mellösa 2:1                     | Gravfält                    |              | Stora Mellösa, Närke |       | 59.214308, 15.418575 | 10226200020001 | Ladda upp en bild av detta fornminne      |
| Bärsta Hopamark (Stora Mellösa 3:1)   | Gravfält                    |              | Stora Mellösa, Närke |       | 59.218286, 15.419004 | 10226200030001 | Ladda upp en bild av detta fornminne      |
| Stora Mellösa 6:1                     | Gravfält                    |              | Stora Mellösa, Närke |       | 59.240894, 15.426024 | 10226200060001 | Ladda upp en bild av detta fornminne      |
| Stora Mellösa 7:1                     | Stensättning                |              | Stora Mellösa, Närke |       | 59.252570, 15.414287 | 10226200070001 | Ladda upp en bild av detta fornminne      |
| Stora Mellösa 8:1                     | Gravfält                    |              | Stora Mellösa, Närke |       | 59.270570, 15.409837 | 10226200080001 | Ladda upp en bild av detta fornminne      |
| Kollerborg (Stora Mellösa 9:1)        | Fornborg                    |              | Stora Mellösa, Närke |       | 59.245431, 15.456486 | 10226200090001 | Ladda upp en bild av detta fornminne      |
| Stora Mellösa 10:1                    | Stensättning                |              | Stora Mellösa, Närke |       | 59.245311, 15.473873 | 10226200100001 | Ladda upp en bild av detta fornminne      |
| Stora Mellösa 12:1                    | Röse                        |              | Stora Mellösa, Närke |       | 59.232844, 15.468739 | 10226200120001 | Ladda upp en bild av detta fornminne      |
| Stora Mellösa 12:2                    | Grav markerad av sten/block |              | Stora Mellösa, Närke |       | 59.232747, 15.468912 | 10226200120002 | Ladda upp en bild av detta fornminne      |
| Torshammarbacken (Stora Mellösa 14:1) | Stensättning                |              | Stora Mellösa, Närke |       | 59.219393, 15.471307 | 10226200140001 | Ladda upp en bild av detta fornminne      |
| Torshammarbacken (Stora Mellösa 14:2) | Stensättning                |              | Stora Mellösa, Närke |       | 59.219179, 15.470617 | 10226200140002 | Ladda upp en bild av detta fornminne      |
| Stora Mellösa 17:1                    | Gravfält                    |              | Stora Mellösa, Närke |       | 59.226902, 15.458943 | 10226200170001 | Ladda upp en bild av detta fornminne      |
| Stora Mellösa 18:1                    | Gravfält                    |              | Stora Mellösa, Närke |       | 59.216297, 15.481581 | 10226200180001 | Ladda upp en bild av detta fornminne      |
| Torshammarbacken (Stora Mellösa 19:1) | Stensättning                |              | Stora Mellösa, Närke |       | 59.217432, 15.473870 | 10226200190001 | Ladda upp en bild av detta fornminne      |
| Stora Mellösa 20:1                    | Stensättning                |              | Stora Mellösa, Närke |       | 59.208680, 15.489567 | 10226200200001 | Ladda upp en bild av detta fornminne      |
| Stora Mellösa 22:1                    | Gravfält                    |              | Stora Mellösa, Närke |       | 59.240877, 15.513102 | 10226200220001 | Ladda upp en bild av detta fornminne      |
| Stora Mellösa 23:1                    | Stensättning                |              | Stora Mellösa, Närke |       | 59.240248, 15.513034 | 10226200230001 | Ladda upp en bild av detta fornminne      |
| Stora Mellösa 23:2                    | Stensättning                |              | Stora Mellösa, Närke |       | 59.240225, 15.513283 | 10226200230002 | Ladda upp en bild av detta fornminne      |
| Drakröset (Stora Mellösa 24:1)        | Röse                        |              | Stora Mellösa, Närke |       | 59.248784, 15.526513 | 10226200240001 | Ladda upp en bild av detta fornminne      |
| Drakröset (Stora Mellösa 24:2)        | Röse                        |              | Stora Mellösa, Närke |       | 59.248776, 15.526793 | 10226200240002 | Ladda upp en bild av detta fornminne      |
| Stora Mellösa 28:1                    | Stensättning                |              | Stora Mellösa, Närke |       | 59.228199, 15.496545 | 10226200280001 | Ladda upp en bild av detta fornminne      |
| Stora Mellösa 28:2                    | Hög                         |              | Stora Mellösa, Närke |       | 59.228043, 15.496578 | 10226200280002 | Ladda upp en bild av detta fornminne      |
| Stora Mellösa 30:1                    | Stensättning                |              | Stora Mellösa, Närke |       | 59.223988, 15.518772 | 10226200300001 | Ladda upp en bild av detta fornminne      |
| Stora Mellösa 31:1                    | Stensättning                |              | Stora Mellösa, Närke |       | 59.223424, 15.518654 | 10226200310001 | Ladda upp en bild av detta fornminne      |
| Stora Mellösa 31:2                    | Stensättning                |              | Stora Mellösa, Närke |       | 59.223318, 15.518742 | 10226200310002 | Ladda upp en bild av detta fornminne      |
| Stora Mellösa 31:3                    | Stensättning                |              | Stora Mellösa, Närke |       | 59.223212, 15.518876 | 10226200310003 | Ladda upp en bild av detta fornminne      |
| Nä 12 (Stora Mellösa 32:1)            | Runristning                 |              | Stora Mellösa, Närke |       | 59.212221, 15.502921 | 10226200320001 | Ladda upp en till bild av detta fornminne |
| Stora Mellösa 33:1                    | Grav- och boplatsområde     |              | Stora Mellösa, Närke |       | 59.211934, 15.500533 | 10226200330001 | Ladda upp en bild av detta fornminne      |
| Tingstad (Stora Mellösa 34:1)         | Hög                         |              | Stora Mellösa, Närke |       | 59.211635, 15.502229 | 10226200340001 | Ladda upp en bild av detta fornminne      |
| Tingstad (Stora Mellösa 34:2)         | Grav markerad av sten/block |              | Stora Mellösa, Närke |       | 59.211561, 15.502079 | 10226200340002 | Ladda upp en bild av detta fornminne      |
| Tingstad (Stora Mellösa 34:3)         | Grav markerad av sten/block |              | Stora Mellösa, Närke |       | 59.211596, 15.501970 | 10226200340003 | Ladda upp en bild av detta fornminne      |
| Stora Mellösa 35:1                    | Gravfält                    |              | Stora Mellösa, Närke |       | 59.208832, 15.502189 | 10226200350001 | Ladda upp en bild av detta fornminne      |
| Stora Mellösa 37:1                    | Stensättning                |              | Stora Mellösa, Närke |       | 59.229974, 15.473710 | 10226200370001 | Ladda upp en bild av detta fornminne      |
| Nä 13 (Stora Mellösa 42:1)            | Runristning                 |              | Stora Mellösa, Närke |       | 59.212291, 15.503025 | 10226200420001 | Ladda upp en till bild av detta fornminne |
| Nä 14 (Stora Mellösa 49:1)            | Runristning                 |              | Stora Mellösa, Närke |       | 59.214398, 15.418259 | 10226200490001 | Ladda upp en till bild av detta fornminne |
| Stora Mellösa 51:1                    | Hög                         |              | Stora Mellösa, Närke |       | 59.169258, 15.549227 | 10226200510001 | Ladda upp en bild av detta fornminne      |
| Stora Mellösa 52:2                    | Hög                         |              | Stora Mellösa, Närke |       | 59.171965, 15.543377 | 10226200520002 | Ladda upp en bild av detta fornminne      |
| Stora Mellösa 52:3                    | Stensättning                |              | Stora Mellösa, Närke |       | 59.171859, 15.543165 | 10226200520003 | Ladda upp en bild av detta fornminne      |
| Åsbystenen (Stora Mellösa 53:1)       | Runristning                 |              | Stora Mellösa, Närke |       | 59.204367, 15.576760 | 10226200530001 | Ladda upp en bild av detta fornminne      |
| Stora Mellösa 54:1                    | Gravfält                    |              | Stora Mellösa, Närke |       | 59.198970, 15.590799 | 10226200540001 | Ladda upp en bild av detta fornminne      |
| Stora Mellösa 57:1                    | Gravfält                    |              | Stora Mellösa, Närke |       | 59.220276, 15.575420 | 10226200570001 | Ladda upp en bild av detta fornminne      |
| Stora Mellösa 60:1                    | Gravfält                    |              | Stora Mellösa, Närke |       | 59.224415, 15.578825 | 10226200600001 | Ladda upp en bild av detta fornminne      |
| Stora Mellösa 65:1                    | Stensättning                |              | Stora Mellösa, Närke |       | 59.257106, 15.544934 | 10226200650001 | Ladda upp en bild av detta fornminne      |
| Stora Mellösa 65:2                    | Stensättning                |              | Stora Mellösa, Närke |       | 59.257230, 15.545060 | 10226200650002 | Ladda upp en bild av detta fornminne      |
| Stora Mellösa 66:1                    | Stensättning                |              | Stora Mellösa, Närke |       | 59.261330, 15.572503 | 10226200660001 | Ladda upp en bild av detta fornminne      |
| Stora Mellösa 67:1                    | Stensättning                |              | Stora Mellösa, Närke |       | 59.269553, 15.569675 | 10226200670001 | Ladda upp en bild av detta fornminne      |
| Stora Mellösa 69:1                    | Röse                        |              | Stora Mellösa, Närke |       | 59.286641, 15.543949 | 10226200690001 | Ladda upp en bild av detta fornminne      |
| Stora Mellösa 70:1                    | Gravfält                    |              | Stora Mellösa, Närke |       | 59.255795, 15.589874 | 10226200700001 | Ladda upp en bild av detta fornminne      |
| Huggstädet (?) (Stora Mellösa 73:1)   | Stensättning                |              | Stora Mellösa, Närke |       | 59.255793, 15.536233 | 10226200730001 | Ladda upp en bild av detta fornminne      |
| Huggstädet (?) (Stora Mellösa 73:2)   | Stensättning                |              | Stora Mellösa, Närke |       | 59.255701, 15.536046 | 10226200730002 | Ladda upp en bild av detta fornminne      |
| Stora Mellösa 74:1                    | Stensättning                |              | Stora Mellösa, Närke |       | 59.258278, 15.536914 | 10226200740001 | Ladda upp en bild av detta fornminne      |
| Stora Mellösa 74:2                    | Stensättning                |              | Stora Mellösa, Närke |       | 59.258174, 15.536997 | 10226200740002 | Ladda upp en bild av detta fornminne      |
| Stora Mellösa 75:1                    | Röse                        |              | Stora Mellösa, Närke |       | 59.288980, 15.540967 | 10226200750001 | Ladda upp en bild av detta fornminne      |
| Stora Mellösa 77:1                    | Gravfält                    |              | Stora Mellösa, Närke |       | 59.192457, 15.502389 | 10226200770001 | Ladda upp en bild av detta fornminne      |
| Stora Mellösa 79:1                    | Gravfält                    |              | Stora Mellösa, Närke |       | 59.182404, 15.520281 | 10226200790001 | Ladda upp en bild av detta fornminne      |
| Nä 11 (Stora Mellösa 80:1)            | Runristning                 |              | Stora Mellösa, Närke |       | 59.170497, 15.525646 | 10226200800001 | Ladda upp en till bild av detta fornminne |
| Stora Mellösa 81:1                    | Gravfält                    |              | Stora Mellösa, Närke |       | 59.199047, 15.504968 | 10226200810001 | Ladda upp en bild av detta fornminne      |
| Stora Mellösa 95:1                    | Kvarn                       |              | Stora Mellösa, Närke |       | 59.171150, 15.526871 | 10226200950001 | Ladda upp en bild av detta fornminne      |
| Stora Mellösa 111:1                   | Stensättning                |              | Stora Mellösa, Närke |       | 59.194617, 15.486605 | 10226201110001 | Ladda upp en bild av detta fornminne      |
| Stora Mellösa 149:1                   | Stensättning                |              | Stora Mellösa, Närke |       | 59.215018, 15.591692 | 10226201490001 | Ladda upp en bild av detta fornminne      |
| Stora Mellösa 149:2                   | Stensättning                |              | Stora Mellösa, Närke |       | 59.215031, 15.591905 | 10226201490002 | Ladda upp en bild av detta fornminne      |
| Stora Mellösa 149:3                   | Stensättning                |              | Stora Mellösa, Närke |       | 59.215096, 15.592056 | 10226201490003 | Ladda upp en bild av detta fornminne      |
| Stora Mellösa 149:4                   | Stensättning                |              | Stora Mellösa, Närke |       | 59.215155, 15.592206 | 10226201490004 | Ladda upp en bild av detta fornminne      |
| Stora Mellösa 192:1                   | Hög                         |              | Stora Mellösa, Närke |       | 59.209116, 15.498519 | 10226201920001 | Ladda upp en bild av detta fornminne      |
| Stora Mellösa 204:1                   | Stensättning                |              | Stora Mellösa, Närke |       | 59.259252, 15.414576 | 10226202040001 | Ladda upp en bild av detta fornminne      |
| Stora Mellösa 206:1                   | Stensättning                |              | Stora Mellösa, Närke |       | 59.243277, 15.481021 | 10226202060001 | Ladda upp en bild av detta fornminne      |
| Stora Mellösa 220                     | Hällristning                |              | Stora Mellösa, Närke |       | 59.215710, 15.460464 | 12000000041242 | Ladda upp en bild av detta fornminne      |
| Väsenberg (Stora Mellösa 248)         | Lägenhetsbebyggelse         |              | Stora Mellösa, Närke |       | 59.243773, 15.547207 | 12000000065859 | Ladda upp en bild av detta fornminne      |

## Tysslinge
| Namn                          | Lämningstyp  | Tillkomsttid | Historisk indelning | Plats | Läge                 | ID-nr          | Bild                                      |
| ----------------------------- | ------------ | ------------ | ------------------- | ----- | -------------------- | -------------- | ----------------------------------------- |
| Tysslinge 1:1                 | Hög          |              | Tysslinge, Närke    |       | 59.286932, 15.017488 | 10226500010001 | Ladda upp en bild av detta fornminne      |
| Tysslinge 1:2                 | Hög          |              | Tysslinge, Närke    |       | 59.286735, 15.016954 | 10226500010002 | Ladda upp en bild av detta fornminne      |
| Tysslinge 1:3                 | Hög          |              | Tysslinge, Närke    |       | 59.286590, 15.016549 | 10226500010003 | Ladda upp en bild av detta fornminne      |
| Tysslinge 11:1                | Stensättning |              | Tysslinge, Närke    |       | 59.253514, 15.008839 | 10226500110001 | Ladda upp en bild av detta fornminne      |
| Tysslinge 11:2                | Hög          |              | Tysslinge, Närke    |       | 59.253238, 15.008306 | 10226500110002 | Ladda upp en bild av detta fornminne      |
| Tysslinge 21:1                | Gravfält     |              | Tysslinge, Närke    |       | 59.298306, 15.026071 | 10226500210001 | Ladda upp en bild av detta fornminne      |
| Tysslinge 60:1                | Stensättning |              | Tysslinge, Närke    |       | 59.296303, 15.010010 | 10226500600001 | Ladda upp en bild av detta fornminne      |
| Tysslinge 73:1                | Gravfält     |              | Tysslinge, Närke    |       | 59.285724, 15.032402 | 10226500730001 | Ladda upp en bild av detta fornminne      |
| Gilsåsaborg (Tysslinge 133:1) | Fornborg     |              | Tysslinge, Närke    |       | 59.313540, 14.856138 | 10226501330001 | Ladda upp en till bild av detta fornminne |

## Täby
| Namn             | Lämningstyp  | Tillkomsttid | Historisk indelning | Plats | Läge                 | ID-nr          | Bild                                      |
| ---------------- | ------------ | ------------ | ------------------- | ----- | -------------------- | -------------- | ----------------------------------------- |
| Nä 19 (Täby 1:1) | Runristning  |              | Täby, Närke         |       | 59.198468, 15.067778 | 10226700010001 | Ladda upp en till bild av detta fornminne |
| Täby 9:1         | Hög          |              | Täby, Närke         |       | 59.198441, 15.040470 | 10226700090001 | Ladda upp en bild av detta fornminne      |
| Täby 17:1        | Gravfält     |              | Täby, Närke         |       | 59.202171, 15.038586 | 10226700170001 | Ladda upp en bild av detta fornminne      |
| Täby 19:1        | Stensättning |              | Täby, Närke         |       | 59.209348, 15.029130 | 10226700190001 | Ladda upp en bild av detta fornminne      |
| Täby 20:1        | Stensättning |              | Täby, Närke         |       | 59.206369, 15.037579 | 10226700200001 | Ladda upp en bild av detta fornminne      |
| Täby 29:1        | Röse         |              | Täby, Närke         |       | 59.219757, 15.041640 | 10226700290001 | Ladda upp en bild av detta fornminne      |
| Täby 33:1        | Stensättning |              | Täby, Närke         |       | 59.246412, 15.068384 | 10226700330001 | Ladda upp en bild av detta fornminne      |
| Täby 34:1        | Gravfält     |              | Täby, Närke         |       | 59.247876, 15.068323 | 10226700340001 | Ladda upp en bild av detta fornminne      |
| Täby 39:1        | Röse         |              | Täby, Närke         |       | 59.249549, 15.068110 | 10226700390001 | Ladda upp en bild av detta fornminne      |
| Täby 39:2        | Stensättning |              | Täby, Närke         |       | 59.249371, 15.068079 | 10226700390002 | Ladda upp en bild av detta fornminne      |
| Täby 44:1        | Stensättning |              | Täby, Närke         |       | 59.230040, 15.045466 | 10226700440001 | Ladda upp en bild av detta fornminne      |
| Täby 67:1        | Stensättning |              | Täby, Närke         |       | 59.246677, 15.074142 | 10226700670001 | Ladda upp en bild av detta fornminne      |
| Täby 111         | Röse         |              | Täby, Närke         |       | 59.248252, 15.068558 | 12000000047989 | Ladda upp en bild av detta fornminne      |

## Vintrosa
| Namn                              | Lämningstyp                 | Tillkomsttid | Historisk indelning | Plats | Läge                 | ID-nr          | Bild                                      |
| --------------------------------- | --------------------------- | ------------ | ------------------- | ----- | -------------------- | -------------- | ----------------------------------------- |
| Vintrosa 1:1                      | Stensättning                |              | Vintrosa, Närke     |       | 59.250753, 15.029485 | 10227000010001 | Ladda upp en bild av detta fornminne      |
| Vintrosa 1:2                      | Stensättning                |              | Vintrosa, Närke     |       | 59.250651, 15.029483 | 10227000010002 | Ladda upp en bild av detta fornminne      |
| Vintrosa 1:3                      | Stensättning                |              | Vintrosa, Närke     |       | 59.250542, 15.029589 | 10227000010003 | Ladda upp en bild av detta fornminne      |
| Vintrosa 2:1                      | Stenkrets                   |              | Vintrosa, Närke     |       | 59.247519, 15.029741 | 10227000020001 | Ladda upp en bild av detta fornminne      |
| Ölkannestenen. (Vintrosa 3:1)     | Grav markerad av sten/block |              | Vintrosa, Närke     |       | 59.222360, 15.025127 | 10227000030001 | Ladda upp en bild av detta fornminne      |
| Vintrosa 8:1                      | Gravfält                    |              | Vintrosa, Närke     |       | 59.239719, 14.988997 | 10227000080001 | Ladda upp en bild av detta fornminne      |
| Vintrosa 11:1                     | Grav markerad av sten/block |              | Vintrosa, Närke     |       | 59.199408, 14.976400 | 10227000110001 | Ladda upp en bild av detta fornminne      |
| Vintrosa 15:1                     | Gravfält                    |              | Vintrosa, Närke     |       | 59.234096, 14.986334 | 10227000150001 | Ladda upp en bild av detta fornminne      |
| Granhammarskyrkan (Vintrosa 23:1) | Kyrka/kapell                |              | Vintrosa, Närke     |       | 59.206353, 14.973050 | 10227000230001 | Ladda upp en till bild av detta fornminne |
| Vintrosa 27:1                     | Gravfält                    |              | Vintrosa, Närke     |       | 59.256175, 14.958417 | 10227000270001 | Ladda upp en bild av detta fornminne      |
| Kanterboda skans (Vintrosa 45:1)  | Fornborg                    |              | Vintrosa, Närke     |       | 59.297356, 14.921809 | 10227000450001 | Ladda upp en bild av detta fornminne      |
| Vintrosa 50:1                     | Stensättning                |              | Vintrosa, Närke     |       | 59.253841, 14.969576 | 10227000500001 | Ladda upp en bild av detta fornminne      |
| Vintrosa 50:2                     | Stensättning                |              | Vintrosa, Närke     |       | 59.253750, 14.969775 | 10227000500002 | Ladda upp en bild av detta fornminne      |
| Vintrosa 50:3                     | Stensättning                |              | Vintrosa, Närke     |       | 59.253646, 14.969958 | 10227000500003 | Ladda upp en bild av detta fornminne      |
| Vintrosa 62:1                     | Röse                        |              | Vintrosa, Närke     |       | 59.239238, 15.034863 | 10227000620001 | Ladda upp en bild av detta fornminne      |
| Vintrosa 84:1                     | Grav- och boplatsområde     |              | Vintrosa, Närke     |       | 59.247022, 14.946278 | 10227000840001 | Ladda upp en bild av detta fornminne      |

## Ödeby
| Namn                          | Lämningstyp         | Tillkomsttid | Historisk indelning | Plats | Läge                 | ID-nr          | Bild                                      |
| ----------------------------- | ------------------- | ------------ | ------------------- | ----- | -------------------- | -------------- | ----------------------------------------- |
| Ödeby 1:1                     | Fornborg            |              | Ödeby, Närke        |       | 59.395972, 15.399387 | 10227100010001 | Ladda upp en bild av detta fornminne      |
| Rövarborgen (Ödeby 6:1)       | Fornborg            |              | Ödeby, Närke        |       | 59.389811, 15.396562 | 10227100060001 | Ladda upp en bild av detta fornminne      |
| Ödeby 7:3                     | Stensättning        |              | Ödeby, Närke        |       | 59.386270, 15.439942 | 10227100070003 | Ladda upp en bild av detta fornminne      |
| Käggelholms slott (Ödeby 8:1) | Slott/herresäte     |              | Ödeby, Närke        |       | 59.404814, 15.415475 | 10227100080001 | Ladda upp en till bild av detta fornminne |
| Liemannens kulle (Ödeby 14:1) | Stensättning        |              | Ödeby, Närke        |       | 59.426228, 15.450873 | 10227100140001 | Ladda upp en bild av detta fornminne      |
| Liemannens kulle (Ödeby 14:2) | Stensättning        |              | Ödeby, Närke        |       | 59.426110, 15.450795 | 10227100140002 | Ladda upp en bild av detta fornminne      |
| Liemannens kulle (Ödeby 14:3) | Stensättning        |              | Ödeby, Närke        |       | 59.426203, 15.450674 | 10227100140003 | Ladda upp en bild av detta fornminne      |
| Ödeby 21:1                    | Stensättning        |              | Ödeby, Närke        |       | 59.393994, 15.449491 | 10227100210001 | Ladda upp en bild av detta fornminne      |
| Ödeby 21:2                    | Stensättning        |              | Ödeby, Närke        |       | 59.394124, 15.449595 | 10227100210002 | Ladda upp en bild av detta fornminne      |
| Ödeby 24:1                    | Gravfält            |              | Ödeby, Närke        |       | 59.418446, 15.457674 | 10227100240001 | Ladda upp en bild av detta fornminne      |
| Ödeby 25:1                    | Gravfält            |              | Ödeby, Närke        |       | 59.418863, 15.463213 | 10227100250001 | Ladda upp en bild av detta fornminne      |
| Ödeby 27:1                    | Gravfält            |              | Ödeby, Närke        |       | 59.416084, 15.438999 | 10227100270001 | Ladda upp en bild av detta fornminne      |
| Ödeby 29:1                    | Gravfält            |              | Ödeby, Närke        |       | 59.415781, 15.429678 | 10227100290001 | Ladda upp en bild av detta fornminne      |
| Ödeby 34:1                    | Gravfält            |              | Ödeby, Närke        |       | 59.419360, 15.466720 | 10227100340001 | Ladda upp en bild av detta fornminne      |
| Ödeby 37:1                    | Gravfält            |              | Ödeby, Närke        |       | 59.417366, 15.390708 | 10227100370001 | Ladda upp en bild av detta fornminne      |
| Ödeby 39:1                    | Gravfält            |              | Ödeby, Närke        |       | 59.417047, 15.389472 | 10227100390001 | Ladda upp en bild av detta fornminne      |
| Ödeby 44:1                    | Gravfält            |              | Ödeby, Närke        |       | 59.412998, 15.387132 | 10227100440001 | Ladda upp en bild av detta fornminne      |
| Ödeby 61:1                    | Lägenhetsbebyggelse |              | Ödeby, Närke        |       | 59.422323, 15.451864 | 10227100610001 | Ladda upp en bild av detta fornminne      |
| Ödeby 71:1                    | Hög                 |              | Ödeby, Närke        |       | 59.412026, 15.418378 | 10227100710001 | Ladda upp en bild av detta fornminne      |
| Ödeby 72:1                    | Stensättning        |              | Ödeby, Närke        |       | 59.411150, 15.417153 | 10227100720001 | Ladda upp en bild av detta fornminne      |
| Ödeby 81:1                    | Röse                |              | Ödeby, Närke        |       | 59.411470, 15.388782 | 10227100810001 | Ladda upp en bild av detta fornminne      |
| Ödeby 81:2                    | Röse                |              | Ödeby, Närke        |       | 59.411562, 15.388700 | 10227100810002 | Ladda upp en bild av detta fornminne      |
| Ödeby 81:3                    | Stensättning        |              | Ödeby, Närke        |       | 59.411393, 15.388854 | 10227100810003 | Ladda upp en bild av detta fornminne      |
| Ödeby 92:1                    | Gravfält            |              | Ödeby, Närke        |       | 59.412424, 15.383784 | 10227100920001 | Ladda upp en bild av detta fornminne      |

## Örebro
| Namn                            | Lämningstyp                      | Tillkomsttid | Historisk indelning | Plats | Läge                 | ID-nr          | Bild                                      |
| ------------------------------- | -------------------------------- | ------------ | ------------------- | ----- | -------------------- | -------------- | ----------------------------------------- |
| Örebro 7:1                      | Stensättning                     |              | Örebro, Närke       |       | 59.249206, 15.070747 | 10227200070001 | Ladda upp en bild av detta fornminne      |
| Örebro 14:1                     | Stensättning                     |              | Örebro, Närke       |       | 59.269405, 15.316722 | 10227200140001 | Ladda upp en bild av detta fornminne      |
| Örebro 14:2                     | Stensättning                     |              | Örebro, Närke       |       | 59.269382, 15.316535 | 10227200140002 | Ladda upp en bild av detta fornminne      |
| Örebro 15:1                     | Gravfält                         |              | Örebro, Närke       |       | 59.270838, 15.311520 | 10227200150001 | Ladda upp en bild av detta fornminne      |
| Enbuskabacken (Örebro 19:1)     | Gravfält                         |              | Örebro, Närke       |       | 59.252413, 15.249847 | 10227200190001 | Ladda upp en till bild av detta fornminne |
| Örebro 20:1                     | Hög                              |              | Örebro, Närke       |       | 59.255433, 15.266054 | 10227200200001 | Ladda upp en bild av detta fornminne      |
| Örebro 21:1                     | Gravfält                         |              | Örebro, Närke       |       | 59.254328, 15.265791 | 10227200210001 | Ladda upp en bild av detta fornminne      |
| Örebro 36:1                     | Gravfält                         |              | Örebro, Närke       |       | 59.265873, 15.322176 | 10227200360001 | Ladda upp en bild av detta fornminne      |
| Örebro 43:2                     | Stensättning                     |              | Örebro, Närke       |       | 59.269940, 15.313178 | 10227200430002 | Ladda upp en bild av detta fornminne      |
| Örebro 44:1                     | Stensättning                     |              | Örebro, Närke       |       | 59.270468, 15.313821 | 10227200440001 | Ladda upp en bild av detta fornminne      |
| Örebro 44:2                     | Hög                              |              | Örebro, Närke       |       | 59.270299, 15.314016 | 10227200440002 | Ladda upp en bild av detta fornminne      |
| Örebro 44:3                     | Stenkrets                        |              | Örebro, Närke       |       | 59.270263, 15.314252 | 10227200440003 | Ladda upp en bild av detta fornminne      |
| Örebro 46:1                     | Ristning, medeltid/historisk tid |              | Örebro, Närke       |       | 59.278509, 15.225541 | 10227200460001 | Ladda upp en till bild av detta fornminne |
| Baronbackarna. (Örebro 48:1)    | Gravfält                         |              | Örebro, Närke       |       | 59.290643, 15.200476 | 10227200480001 | Ladda upp en bild av detta fornminne      |
| Baronbackarna. (Örebro 48:2)    | Hög                              |              | Örebro, Närke       |       | 59.290200, 15.201038 | 10227200480002 | Ladda upp en bild av detta fornminne      |
| Örebro 49:1                     | Gravfält                         |              | Örebro, Närke       |       | 59.303084, 15.193750 | 10227200490001 | Ladda upp en bild av detta fornminne      |
| Örebro 51:1                     | Stensättning                     |              | Örebro, Närke       |       | 59.277527, 15.145835 | 10227200510001 | Ladda upp en bild av detta fornminne      |
| Ånsta gamla kyrka (Örebro 79:1) | Kyrka/kapell                     |              | Örebro, Närke       |       | 59.260765, 15.174096 | 10227200790001 | Ladda upp en till bild av detta fornminne |
| Örebro 90:1                     | Stenkrets                        |              | Örebro, Närke       |       | 59.249370, 15.268260 | 10227200900001 | Ladda upp en bild av detta fornminne      |
| Örebro 90:2                     | Stensättning                     |              | Örebro, Närke       |       | 59.249448, 15.268162 | 10227200900002 | Ladda upp en bild av detta fornminne      |
| Örebro 106:1                    | Gravfält                         |              | Örebro, Närke       |       | 59.254314, 15.396932 | 10227201060001 | Ladda upp en bild av detta fornminne      |
| Örebro 109:1                    | Stensättning                     |              | Örebro, Närke       |       | 59.242475, 15.360080 | 10227201090001 | Ladda upp en bild av detta fornminne      |
| Älgbacken (Örebro 138:1)        | Stensättning                     |              | Örebro, Närke       |       | 59.253057, 15.158638 | 10227201380001 | Ladda upp en till bild av detta fornminne |
| Älgbacken (Örebro 138:2)        | Stensättning                     |              | Örebro, Närke       |       | 59.252964, 15.158685 | 10227201380002 | Ladda upp en till bild av detta fornminne |
| Örebro 181:1                    | Stensättning                     |              | Örebro, Närke       |       | 59.233260, 15.226015 | 10227201810001 | Ladda upp en bild av detta fornminne      |
| Örebro 184:1                    | Stensättning                     |              | Örebro, Närke       |       | 59.250305, 15.193020 | 10227201840001 | Ladda upp en till bild av detta fornminne |
| Lilla Hjortstorp (Örebro 211:1) | Lägenhetsbebyggelse              |              | Örebro, Närke       |       | 59.305255, 15.259560 | 10227202110001 | Ladda upp en bild av detta fornminne      |
| Örebro 213:1                    | Stensättning                     |              | Örebro, Närke       |       | 59.233619, 15.169619 | 10227202130001 | Ladda upp en bild av detta fornminne      |
| Örebro 215:3                    | Stensättning                     |              | Örebro, Närke       |       | 59.230745, 15.176846 | 10227202150003 | Ladda upp en bild av detta fornminne      |
| Örebro 218:1                    | Stensättning                     |              | Örebro, Närke       |       | 59.227970, 15.176400 | 10227202180001 | Ladda upp en bild av detta fornminne      |
| Örebro 232:1                    | Stensättning                     |              | Örebro, Närke       |       | 59.238956, 15.277521 | 10227202320001 | Ladda upp en bild av detta fornminne      |
| Örebro 232:2                    | Stensättning                     |              | Örebro, Närke       |       | 59.238802, 15.277565 | 10227202320002 | Ladda upp en bild av detta fornminne      |
| Örebro 232:3                    | Stensättning                     |              | Örebro, Närke       |       | 59.238657, 15.277604 | 10227202320003 | Ladda upp en bild av detta fornminne      |
| Örebro 233:1                    | Stensättning                     |              | Örebro, Närke       |       | 59.239776, 15.276358 | 10227202330001 | Ladda upp en bild av detta fornminne      |
| Örebro 233:2                    | Stensättning                     |              | Örebro, Närke       |       | 59.239696, 15.276464 | 10227202330002 | Ladda upp en bild av detta fornminne      |
| Örebro 233:3                    | Stensättning                     |              | Örebro, Närke       |       | 59.239609, 15.276612 | 10227202330003 | Ladda upp en bild av detta fornminne      |
| Sättertorp (Örebro 315)         | Lägenhetsbebyggelse              |              | Örebro, Närke       |       | 59.259055, 15.113690 | 12000000036906 | Ladda upp en bild av detta fornminne      |
| Fogdetorp (Örebro 327)          | Lägenhetsbebyggelse              |              | Örebro, Närke       |       | 59.258627, 15.119765 | 12000000036980 | Ladda upp en bild av detta fornminne      |
| Örebro 398                      | Gravfält                         |              | Örebro, Närke       |       | 59.255585, 15.369925 | 12000000037175 | Ladda upp en bild av detta fornminne      |
| Örebro 417                      | Stensättning                     |              | Örebro, Närke       |       | 59.250856, 15.189803 | 12000000085149 | Ladda upp en bild av detta fornminne      |
| Örebro 418                      | Stensättning                     |              | Örebro, Närke       |       | 59.250906, 15.189585 | 12000000085150 | Ladda upp en till bild av detta fornminne |
| Örebro 419                      | Stensättning                     |              | Örebro, Närke       |       | 59.250879, 15.189721 | 12000000085151 | Ladda upp en till bild av detta fornminne |
| Örebro 423                      | Stensättning                     |              | Örebro, Närke       |       | 59.233214, 15.225795 | 12000000121416 | Ladda upp en bild av detta fornminne      |
| Örebro 425                      | Stensättning                     |              | Örebro, Närke       |       | 59.233165, 15.226001 | 12000000121418 | Ladda upp en bild av detta fornminne      |
| Eker 26:1                       | Gravfält                         |              | Örebro, Närke       |       | 59.326000, 15.132422 | 10300500260001 | Ladda upp en bild av detta fornminne      |